# Llista de townlands del comtat de Dublín
Aquesta és una Llista de townlands del comtat de Dublín. Hi ha aproximadament 1.090 townlands al comtat de Dublín a la República d'Irlanda.
Els noms duplicats es produeixen quan hi ha més d'un townland amb el mateix nom al comtat. Els noms marcats en negreta són les ciutats i pobles, i la paraula town apareix per a les entrades de la columna acres.

## Llista de townlands
| Townland                          | Acres | Baronia                      | Parròquia civil      | Poor Law Union            |
| --------------------------------- | ----- | ---------------------------- | -------------------- | ------------------------- |
| Abbeyville                        | 80    | Coolock                      | Kinsaley             | Balrothery                |
| Abbotstown                        | 101   | Castleknock                  | Castleknock          | Dublin North              |
| Adamstown                         | 111   | Newcastle                    | Aderrig              | Celbridge                 |
| Adamstown                         | 565   | Balrothery West              | Garristown           | Dunshaughlin              |
| Aderrig                           | 259   | Newcastle                    | Aderrig              | Celbridge                 |
| Aghafarrell                       | 581   | Uppercross                   | Tallaght             | Dublin South              |
| Allagour                          | 83    | Uppercross                   | Tallaght             | Dublin South              |
| Allenswood                        | 210   | Newcastle                    | Leixlip              | Celbridge                 |
| Annaghaskin                       | 16    | Rathdown                     | Oldconnaught         | Rathdown                  |
| Annaghaskin                       | 19    | Rathdown                     | Rathmichael          | Rathdown                  |
| Annefield                         | 4     | Rathdown                     | Donnybrook           | Dublin South              |
| Annfield                          | 19    | Castleknock                  | Castleknock          | Dublin North              |
| Annsbrook                         | 134   | Balrothery East              | Lusk                 | Balrothery                |
| Ardgillan Demesne                 | 178   | Balrothery East              | Balrothery           | Balrothery                |
| Ardla                             | 136   | Balrothery East              | Lusk                 | Balrothery                |
| Argos                             | 18    | Uppercross                   | St. Catherine's      | Dublin South              |
| Artaine                           | Town  | Coolock                      | Killester            | Dublin North              |
| Artaine (o Domville)              | 155   | Coolock                      | Artaine              | Dublin North              |
| Artaine East                      | 29    | Coolock                      | Artaine              | Dublin North              |
| Artaine North                     | 164   | Coolock                      | Artaine              | Dublin North              |
| Artaine South                     | 281   | Coolock                      | Artaine              | Dublin North              |
| Artaine West                      | 124   | Coolock                      | Artaine              | Dublin North              |
| Ashfield                          | 32    | Uppercross                   | Clondalkin           | Dublin South              |
| Ashtown                           | 278   | Castleknock                  | Castleknock          | Dublin North              |
| Aske                              | 52    | Rathdown                     | Oldconnaught         | Rathdown                  |
| Astagob                           | 93    | Castleknock                  | Castleknock          | Dublin North              |
| Astagob                           | 162   | Castleknock                  | Clonsilla            | Celbridge                 |
| Athgoe                            | 204   | Newcastle                    | Newcastle            | Celbridge                 |
| Athgoe North                      | 246   | Newcastle                    | Newcastle            | Celbridge                 |
| Athgoe South                      | 155   | Newcastle                    | Newcastle            | Celbridge                 |
| Auburn                            | 248   | Coolock                      | Kinsaley             | Balrothery                |
| Aungierstown (o Ballybane)        | 62    | Newcastle                    | Kilmactalway         | Celbridge                 |
| Backstown                         | 208   | Newcastle                    | Aderrig              | Celbridge                 |
| Backwestonpark                    | 40    | Newcastle                    | Lucan                | Celbridge                 |
| Backwestonpark                    | 138   | Newcastle                    | Aderrig              | Celbridge                 |
| Badgerhill                        | 237   | Newcastle                    | Rathcoole            | Celbridge                 |
| Baggotrath                        | Town  | Dublin                       | Donnybrook           | Dublin South              |
| Baggotrath                        | 29    | Dublin                       | Donnybrook           | Dublin South              |
| Baggotrath East                   | 198   | Dublin                       | St. Peter's          | Dublin South              |
| Baggotrath North                  | 27    | Dublin                       | St. Peter's          | Dublin South              |
| Baggotrath West                   | 44    | Uppercross                   | St. Peter's          | Dublin South              |
| Balally                           | 834   | Rathdown                     | Taney                | Rathdown                  |
| Balbriggan                        | Town  | Balrothery East              | Balrothery           | Balrothery                |
| Balbriggan                        | 332   | Balrothery East              | Balrothery           | Balrothery                |
| Balbutcher                        | 141   | Coolock                      | Santry               | Dublin North              |
| Balcarrick                        | 203   | Nethercross                  | Donabate             | Balrothery                |
| Balcultry                         | 93    | Nethercross                  | Killossery           | Balrothery                |
| Balcunnan                         | 580   | Balrothery East              | Lusk                 | Balrothery                |
| Balcurris                         | 215   | Coolock                      | Santry               | Dublin North              |
| Baldongan                         | 410   | Balrothery East              | Baldongan            | Balrothery                |
| Baldonnell Little                 | 28    | Newcastle                    | Kilbride             | Celbridge                 |
| Baldonnell Lower                  | 167   | Newcastle                    | Kilbride             | Celbridge                 |
| Baldonnell Upper                  | 229   | Newcastle                    | Kilbride             | Celbridge                 |
| Baldoyle                          | Town  | Coolock                      | Baldoyle             | Dublin North              |
| Baldoyle                          | 297   | Coolock                      | Baldoyle             | Dublin North              |
| Baldrumman                        | 246   | Balrothery East              | Lusk                 | Balrothery                |
| Baldurgan                         | 243   | Nethercross                  | Swords               | Balrothery                |
| Baldwinstown                      | Town  | Balrothery West              | Garristown           | Dunshaughlin              |
| Baldwinstown                      | 792   | Balrothery West              | Garristown           | Dunshaughlin              |
| Balgaddy                          | 155   | Balrothery East              | Balscaddan           | Balrothery                |
| Balgaddy                          | 226   | Uppercross                   | Clondalkin           | Dublin South              |
| Balgriffin                        | 220   | Coolock                      | Balgriffin           | Dublin North              |
| Balgriffin Park                   | 158   | Coolock                      | Balgriffin           | Dublin North              |
| Balheary                          | 439   | Nethercross                  | Swords               | Balrothery                |
| Balheary Demesne                  | 160   | Nethercross                  | Swords               | Balrothery                |
| Ballaghstown                      | 219   | Balrothery East              | Baldongan            | Balrothery                |
| Ballalease North                  | 36    | Nethercross                  | Portraine            | Balrothery                |
| Ballalease South                  | 14    | Nethercross                  | Portraine            | Balrothery                |
| Ballalease West                   | 35    | Nethercross                  | Portraine            | Balrothery                |
| Balleally East                    | 165   | Balrothery East              | Lusk                 | Balrothery                |
| Balleally West                    | 134   | Balrothery East              | Lusk                 | Balrothery                |
| Ballinascorney Lower              | 177   | Uppercross                   | Tallaght             | Dublin South              |
| Ballinascorney Upper              | 2.275 | Uppercross                   | Tallaght             | Dublin South              |
| Ballinclea                        | 72    | Rathdown                     | Kill                 | Rathdown                  |
| Ballinteer                        | 282   | Rathdown                     | Taney                | Rathdown                  |
| Ballisk                           | Town  | Nethercross                  | Portraine            | Balrothery                |
| Ballisk                           | 53    | Nethercross                  | Portraine            | Balrothery                |
| Ballisk Common                    | 95    | Nethercross                  | Portraine            | Balrothery                |
| Ballough                          | 398   | Balrothery East              | Lusk                 | Balrothery                |
| Ballsbridge                       | Town  | Dublin                       | Donnybrook           | Dublin South              |
| Ballsbridge                       | 32    | Dublin                       | Donnybrook           | Dublin South              |
| Ballustree                        | 95    | Balrothery East              | Lusk                 | Balrothery                |
| Ballybane                         | 208   | Uppercross                   | Clondalkin           | Dublin South              |
| Ballybane (o Aungierstown)        | 62    | Newcastle                    | Kilmactalway         | Celbridge                 |
| Ballybetagh                       | 464   | Rathdown                     | Kiltiernan           | Rathdown                  |
| Ballyboden                        | Town  | Rathdown                     | Whitechurch          | Dublin South              |
| Ballyboden                        | 125   | Rathdown                     | Whitechurch          | Dublin South              |
| Ballyboggan North                 | 31    | Castleknock                  | Finglas              | Dublin North              |
| Ballyboggan South                 | 104   | Castleknock                  | Finglas              | Dublin North              |
| Ballyboghil                       | Town  | Balrothery West              | Ballyboghil          | Balrothery                |
| Ballyboghil                       | 384   | Balrothery West              | Ballyboghil          | Balrothery                |
| Ballybough                        | Town  | Coolock                      | Clonturk             | Dublin North              |
| Ballybough                        | 112   | Coolock                      | Clonturk             | Dublin North              |
| Ballybrack                        | 174   | Rathdown                     | Killiney             | Rathdown                  |
| Ballybrack                        | 890   | Rathdown                     | Kilgobbin            | Rathdown                  |
| Ballycoolen                       | 511   | Castleknock                  | Cloghran             | Dublin North              |
| Ballycorus                        | 232   | Rathdown                     | Rathmichael          | Rathdown                  |
| Ballycragh                        | 102   | Uppercross                   | Tallaght             | Dublin South              |
| Ballycullen                       | 112   | Uppercross                   | Tallaght             | Dublin South              |
| Ballydowd                         | 153   | Newcastle                    | Esker                | Celbridge                 |
| Ballyedmonduff                    | 1.011 | Rathdown                     | Kilgobbin            | Rathdown                  |
| Ballyfermot Lower                 | 316   | Uppercross                   | Ballyfermot          | Dublin South              |
| Ballyfermot Upper                 | 334   | Uppercross                   | Ballyfermot          | Dublin South              |
| Ballygall                         | 49    | Coolock                      | Glasnevin            | Dublin North              |
| Ballygall                         | 85    | Castleknock                  | Finglas              | Dublin North              |
| Ballyhack                         | 80    | Nethercross                  | Kilsallaghan         | Balrothery                |
| Ballyhavil                        | 22    | Balrothery East              | Lusk                 | Balrothery                |
| Ballyhoy                          | 60    | Coolock                      | Raheny               | Dublin North              |
| Ballykea                          | 420   | Balrothery East              | Lusk                 | Balrothery                |
| Ballymacartle                     | 84    | Coolock                      | Balgriffin           | Dublin North              |
| Ballymadan                        | 785   | Balrothery West              | Ballymadun           | Dunshaughlin              |
| Ballymadrough                     | 544   | Nethercross                  | Swords               | Balrothery                |
| Ballymaguire                      | 190   | Balrothery East              | Lusk                 | Balrothery                |
| Ballymaice                        | 170   | Uppercross                   | Tallaght             | Dublin South              |
| Ballymakaily                      | 108   | Newcastle                    | Kilmactalway         | Celbridge                 |
| Ballyman                          | 463   | Rathdown                     | Oldconnaught         | Rathdown                  |
| Ballymana                         | 444   | Uppercross                   | Tallaght             | Dublin South              |
| Ballymanaggin                     | 149   | Uppercross                   | Clondalkin           | Dublin South              |
| Ballymastone                      | 129   | Nethercross                  | Portraine            | Balrothery                |
| Ballymorefinn                     | 532   | Uppercross                   | Tallaght             | Dublin South              |
| Ballymount Great                  | 280   | Uppercross                   | Clondalkin           | Dublin South              |
| Ballymount Little                 | 37    | Uppercross                   | Clondalkin           | Dublin South              |
| Ballymun                          | 365   | Coolock                      | Santry               | Dublin North              |
| Ballynakelly                      | 155   | Newcastle                    | Rathcoole            | Celbridge                 |
| Ballyogan                         | 111   | Rathdown                     | Tully                | Rathdown                  |
| Ballyowen                         | 547   | Newcastle                    | Esker                | Celbridge                 |
| Ballyroan                         | 9     | Rathdown                     | Rathfarnham          | Dublin South              |
| Ballyroan                         | 114   | Uppercross                   | Tallaght             | Dublin South              |
| Ballystrahan                      | 152   | Nethercross                  | Finglas              | Balrothery                |
| Ballystrane                       | 98    | Balrothery East              | Lusk                 | Balrothery                |
| Ballystruam                       | 100   | Coolock                      | Santry               | Dublin North              |
| Balrickard                        | 208   | Balrothery West              | Hollywood            | Balrothery                |
| Balrothery                        | Town  | Balrothery East              | Balrothery           | Balrothery                |
| Balrothery                        | 62    | Balrothery East              | Balrothery           | Balrothery                |
| Balscaddan                        | Town  | Balrothery East              | Balscaddan           | Balrothery                |
| Balscaddan                        | 333   | Balrothery East              | Balscaddan           | Balrothery                |
| Balseskin                         | 123   | Castleknock                  | Finglas              | Dublin North              |
| Baltrasna                         | 94    | Balrothery West              | Ballymadun           | Dunshaughlin              |
| Baltrasna                         | 251   | Balrothery East              | Holmpatrick          | Balrothery                |
| Bankfarm                          | 45    | Coolock                      | Glasnevin            | Dublin North              |
| Banshee                           | 162   | Newcastle                    | Newcastle            | Celbridge                 |
| Barberstown                       | 144   | Coolock                      | St. Margaret's       | Dublin North              |
| Barberstown                       | 166   | Castleknock                  | Clonsilla            | Celbridge                 |
| Barnacullia                       | 247   | Rathdown                     | Kilgobbin            | Rathdown                  |
| Barnageeragh                      | 186   | Balrothery East              | Holmpatrick          | Balrothery                |
| Barnanstown                       | 183   | Balrothery West              | Westpalstown         | Balrothery                |
| Barnaslingan                      | 188   | Rathdown                     | Rathmichael          | Rathdown                  |
| Barnhill                          | 190   | Castleknock                  | Clonsilla            | Celbridge                 |
| Barrysparks                       | 138   | Nethercross                  | Swords               | Balrothery                |
| Baskin                            | 139   | Coolock                      | Cloghran             | Balrothery                |
| Bawnoges                          | 28    | Uppercross                   | Clondalkin           | Dublin South              |
| Bay                               | 188   | Castleknock                  | Mulhuddart           | Dublin North              |
| Beau                              | 76    | Balrothery East              | Lusk                 | Balrothery                |
| Beaumont                          | 86    | Coolock                      | Coolock              | Dublin North              |
| Beaverstown                       | 444   | Nethercross                  | Portraine            | Balrothery                |
| Bedlesshill                       | 38    | Uppercross                   | Clondalkin           | Dublin South              |
| Beechwood                         | 242   | Coolock                      | Portmarnock          | Balrothery                |
| Beggarsbush                       | 116   | Dublin                       | Donnybrook           | Dublin South              |
| Belcamp                           | 70    | Coolock                      | Balgriffin           | Dublin North              |
| Belcamp                           | 389   | Coolock                      | Santry               | Dublin North              |
| Beldaragh                         | 154   | Balrothery West              | Hollywood            | Balrothery                |
| Belgard                           | 323   | Uppercross                   | Tallaght             | Dublin South              |
| Belgard, Deer Park                | 123   | Uppercross                   | Tallaght             | Dublin South              |
| Belgee                            | 130   | Balrothery West              | Hollywood            | Balrothery                |
| Belgree                           | 13    | Castleknock                  | Mulhuddart           | Dunshaughlin              |
| Belinstown                        | 338   | Balrothery West              | Ballyboghil          | Balrothery                |
| Belinstown                        | 475   | Nethercross                  | Swords               | Balrothery                |
| Bettyville                        | 96    | Coolock                      | Raheny               | Dublin North              |
| Bettyville                        | 144   | Balrothery East              | Lusk                 | Balrothery                |
| Bishopland                        | 29    | Balrothery East              | Lusk                 | Balrothery                |
| Bishopswood                       | 68    | Castleknock                  | Finglas              | Dublin North              |
| Black Rock (Part)                 | Town  | Dublin                       | Monkstown            | Rathdown                  |
| Black Rock (Part)                 | Town  | Rathdown                     | Monkstown            | Rathdown                  |
| Blackditch                        | 137   | Uppercross                   | Ballyfermot          | Dublin South              |
| Blackhall                         | 169   | Balrothery East              | Balrothery           | Balrothery                |
| Blackland                         | 151   | Balrothery East              | Lusk                 | Balrothery                |
| Blackrock                         | 3     | Dublin                       | Monkstown            | Rathdown                  |
| Blackrock                         | 107   | Rathdown                     | Booterstown          | Rathdown                  |
| Blackthorn                        | 115   | Rathdown                     | Tully                | Rathdown                  |
| Blakestown                        | 104   | Castleknock                  | Clonsilla            | Celbridge                 |
| Blanchardstown                    | Town  | Castleknock                  | Castleknock          | Dublin North              |
| Blanchardstown                    | 454   | Castleknock                  | Castleknock          | Dublin North              |
| Bluebell                          | 261   | Uppercross                   | Drimnagh             | Dublin South              |
| Blundelstown                      | 157   | Newcastle                    | Clondalkin           | Celbridge                 |
| Boggyheary                        | 90    | Nethercross                  | Killossery           | Balrothery                |
| Bohammer                          | 134   | Coolock                      | Balgriffin           | Dublin North              |
| Boherboy                          | 245   | Newcastle                    | Saggart              | Celbridge                 |
| Bohernabreena                     | 231   | Uppercross                   | Tallaght             | Dublin South              |
| Bonnybrook                        | 87    | Coolock                      | Coolock              | Dublin North              |
| Booterstown                       | Town  | Rathdown                     | Booterstown          | Rathdown                  |
| Booterstown                       | 146   | Rathdown                     | Booterstown          | Rathdown                  |
| Boranaraltry                      | 639   | Rathdown                     | Kiltiernan           | Rathdown                  |
| Borranstown                       | 625   | Balrothery West              | Ballymadun           | Dunshaughlin              |
| Botanic Garden                    | 30    | Coolock                      | Glasnevin            | Dublin North              |
| Bow Hill                          | 93    | Balrothery East              | Balrothery           | Balrothery                |
| Brackenstown                      | 221   | Nethercross                  | Swords               | Balrothery                |
| Bray Commons                      | 57    | Rathdown                     | Oldconnaught         | Rathdown                  |
| Brazil                            | 216   | Nethercross                  | Killossery           | Balrothery                |
| Bremore                           | 742   | Balrothery East              | Balrothery           | Balrothery                |
| Brenanstown                       | 327   | Rathdown                     | Tully                | Rathdown                  |
| Brideswell Commons                | 8     | Uppercross                   | Clondalkin           | Dublin South              |
| Bridetree                         | 28    | Balrothery East              | Lusk                 | Balrothery                |
| Brittas Big                       | 140   | Uppercross                   | Tallaght             | Naas                      |
| Brittas Little                    | 250   | Uppercross                   | Tallaght             | Naas                      |
| Broadmeadow                       | 206   | Nethercross                  | Swords               | Balrothery                |
| Brockey                           | 80    | Rathdown                     | Kiltiernan           | Rathdown                  |
| Broghan                           | 338   | Castleknock                  | Finglas              | Dublin North              |
| Brooklawn                         | 45    | Uppercross                   | Palmerston           | Dublin South              |
| Brookville                        | 172   | Coolock                      | Coolock              | Dublin North              |
| Broomfield                        | 24    | Castleknock                  | Clonsilla            | Celbridge                 |
| Broomfield                        | 73    | Balrothery East              | Lusk                 | Balrothery                |
| Broomfield                        | 96    | Coolock                      | Portmarnock          | Balrothery                |
| Brownsbarn                        | 688   | Newcastle                    | Saggart              | Celbridge                 |
| Brownscross                       | 164   | Balrothery West              | Clonmethan           | Balrothery                |
| Brownstown                        | 114   | Newcastle                    | Kilmactalway         | Celbridge                 |
| Brownstown                        | 186   | Balrothery West              | Hollywood            | Balrothery                |
| Brownstown                        | 246   | Nethercross                  | Swords               | Balrothery                |
| Buckandhounds                     | 75    | Uppercross                   | Clondalkin           | Dublin South              |
| Bullock                           | Town  | Rathdown                     | Monkstown            | Rathdown                  |
| Bullock                           | 347   | Rathdown                     | Monkstown            | Rathdown                  |
| Burgage                           | 78    | Coolock                      | Balgriffin           | Dublin North              |
| Burrow                            | 257   | Coolock                      | Howth                | Dublin North              |
| Burrow                            | 264   | Nethercross                  | Portraine            | Balrothery                |
| Burrow                            | 588   | Coolock                      | Portmarnock          | Balrothery                |
| Bushelloaf                        | 55    | Uppercross                   | Clondalkin           | Dublin South              |
| Bustyhill                         | 216   | Newcastle                    | Newcastle            | Celbridge                 |
| Butchersarms                      | 36    | Uppercross                   | St. James'           | Dublin South              |
| Butterfield                       | 250   | Rathdown                     | Rathfarnham          | Dublin South              |
| Buzzardstown                      | 298   | Castleknock                  | Mulhuddart           | Dublin North              |
| Caastlekelly                      | 2.797 | Uppercross                   | Tallaght             | Dublin South              |
| Cabinhill                         | 81    | Balrothery West              | Naul                 | Balrothery                |
| Cabinteely                        | Town  | Rathdown                     | Killiney             | Rathdown                  |
| Cabinteely                        | Town  | Rathdown                     | Tully                | Rathdown                  |
| Cabinteely                        | 267   | Rathdown                     | Kill                 | Rathdown                  |
| Cabragh                           | 24    | Coolock                      | Grangegorman         | Dublin North              |
| Cabragh                           | 102   | Castleknock                  | Finglas              | Dublin North              |
| Cabragh                           | 157   | Balrothery West              | Clonmethan           | Balrothery                |
| Cabragh                           | 457   | Castleknock                  | Castleknock          | Dublin North              |
| Callary (o Mountmerrion)          | 376   | Rathdown                     | Taney                | Rathdown                  |
| Calliaghstown                     | 128   | Balrothery West              | Westpalstown         | Balrothery                |
| Calliaghstown Lower               | 230   | Newcastle                    | Rathcoole            | Celbridge                 |
| Calliaghstown Upper               | 313   | Newcastle                    | Rathcoole            | Celbridge                 |
| Cappagh                           | 194   | Uppercross                   | Clondalkin           | Dublin South              |
| Cappoge                           | 698   | Castleknock                  | Castleknock          | Dublin North              |
| Cardiffcastle                     | 252   | Castleknock                  | Finglas              | Dublin North              |
| Cardiffsbridge                    | 143   | Castleknock                  | Finglas              | Dublin North              |
| Carmanhall                        | 117   | Rathdown                     | Tully                | Rathdown                  |
| Carmanhall and Leopardstown       | 277   | Rathdown                     | Tully                | Rathdown                  |
| Carnhill                          | 100   | Balrothery East              | Lusk                 | Balrothery                |
| Carpenterstown                    | 166   | Castleknock                  | Castleknock          | Dublin North              |
| Carrickhill                       | 263   | Coolock                      | Portmarnock          | Balrothery                |
| Carrickmines Great                | 545   | Rathdown                     | Tully                | Rathdown                  |
| Carrickmines Little               | 125   | Rathdown                     | Tully                | Rathdown                  |
| Carrigeen                         | 164   | Newcastle                    | Rathcoole            | Celbridge                 |
| Carysfort                         | 75    | Rathdown                     | Stillorgan           | Rathdown                  |
| Castaheany                        | 302   | Castleknock                  | Clonsilla            | Celbridge                 |
| Castlefarm                        | 35    | Nethercross                  | Swords               | Balrothery                |
| Castlefarm                        | 52    | Nethercross                  | Kilsallaghan         | Balrothery                |
| Castleknock                       | Town  | Castleknock                  | Castleknock          | Dublin North              |
| Castleknock                       | 1.020 | Castleknock                  | Castleknock          | Dublin North              |
| Castleknock pt of Phoenix Park    | 787   | Castleknock                  | Castleknock          | Dublin North              |
| Castleland                        | 58    | Balrothery East              | Balrothery           | Balrothery                |
| Castlewarden                      | 221   | Newcastle                    | Newcastle            | Celbridge                 |
| Causetown                         | 110   | Balrothery East              | Lusk                 | Balrothery                |
| Censure                           | 103   | Coolock                      | Howth                | Dublin North              |
| Chapelizod                        | Town  | Castleknock                  | Chapelizod           | Dublin North              |
| Chapelizod                        | Town  | Uppercross                   | Palmerston           | Dublin South              |
| Chapelizod                        | 67    | Castleknock                  | Chapelizod           | Dublin North              |
| Chapelizod pt of Phoenix Park     | 465   | Castleknock                  | Chapelizod           | Dublin North              |
| Charlestown                       | 56    | Castleknock                  | Finglas              | Dublin North              |
| Charleville                       | 59    | Coolock                      | Raheny               | Dublin North              |
| Charstown                         | 222   | Balrothery West              | Ballymadun           | Dunshaughlin              |
| Cheeverstown                      | 345   | Uppercross                   | Clondalkin           | Dublin South              |
| Cherry Orchard                    | 11    | Uppercross                   | St. Nicholas Without | Dublin South              |
| Cherryhound                       | 112   | Castleknock                  | Ward                 | Dublin North              |
| Cherrywood                        | 95    | Rathdown                     | Killiney             | Rathdown                  |
| Churchtown Lower                  | 180   | Rathdown                     | Taney                | Rathdown                  |
| Churchtown Upper                  | 221   | Rathdown                     | Taney                | Rathdown                  |
| Clare Rock Island                 | 1     | Rathdown                     | Dalkey               | Rathdown                  |
| Claremont                         | 114   | Coolock                      | Glasnevin            | Dublin North              |
| Clarkstown                        | 81    | Rathdown                     | Whitechurch          | Dublin South              |
| Clogheder                         | 62    | Balrothery East              | Balrothery           | Balrothery                |
| Cloghran                          | 95    | Castleknock                  | Cloghran             | Dublin North              |
| Cloghran                          | 604   | Coolock                      | Cloghran             | Balrothery                |
| Clonard (o Folkstown Great)       | 370   | Balrothery East              | Balrothery           | Balrothery                |
| Clonburris Great                  | 219   | Uppercross                   | Clondalkin           | Dublin South              |
| Clonburris Little                 | 48    | Uppercross                   | Clondalkin           | Dublin South              |
| Clondalkin                        | Town  | Uppercross                   | Clondalkin           | Dublin South              |
| Clondalkin                        | 507   | Uppercross                   | Clondalkin           | Dublin South              |
| Clonliff East                     | 135   | Coolock                      | St. George's         | Dublin North              |
| Clonliff South                    | 84    | Dublin, Muni. Borough of     | St. George's         | Dublin North              |
| Clonliff West                     | 64    | Coolock                      | St. George's         | Dublin North              |
| Clonmel                           | 90    | Coolock                      | Glasnevin            | Dublin North              |
| Clonmethan                        | 221   | Balrothery West              | Clonmethan           | Balrothery                |
| Clonshagh                         | 16    | Coolock                      | Cloghran             | Balrothery                |
| Clonshagh                         | 474   | Coolock                      | Santry               | Dublin North              |
| Clonsilla                         | 382   | Castleknock                  | Clonsilla            | Celbridge                 |
| Clonskeagh                        | Town  | Dublin                       | Donnybrook           | Dublin South              |
| Clonskeagh                        | 1     | Uppercross                   | Donnybrook           | Dublin South              |
| Clonskeagh                        | 68    | Dublin                       | Donnybrook           | Dublin South              |
| Clonswords                        | 58    | Balrothery West              | Ballyboghil          | Balrothery                |
| Clontarf                          | Town  | Coolock                      | Clontarf             | Dublin North              |
| Clontarf East                     | 112   | Coolock                      | Clontarf             | Dublin North              |
| Clontarf Sheds                    | Town  | Coolock                      | Clontarf             | Dublin North              |
| Clontarf West                     | 114   | Coolock                      | Clontarf             | Dublin North              |
| Clonturk                          | 235   | Coolock                      | Clonturk             | Dublin North              |
| Clutterland                       | 11    | Uppercross                   | Clondalkin           | Dublin South              |
| Clutterland                       | 12    | Newcastle                    | Kilmactalway         | Celbridge                 |
| Coldblow                          | 279   | Newcastle                    | Leixlip              | Celbridge                 |
| Coldcut                           | 38    | Uppercross                   | Esker                | Dublin South              |
| Coldcut                           | 63    | Uppercross                   | Clondalkin           | Dublin South              |
| Coldwater Common                  | 8     | Newcastle                    | Saggart              | Celbridge                 |
| Coldwinters                       | 122   | Castleknock                  | Finglas              | Dublin North              |
| Coldwinters                       | 198   | Balrothery East              | Lusk                 | Balrothery                |
| Colecot                           | 101   | Balrothery East              | Lusk                 | Balrothery                |
| Colganstown                       | 198   | Newcastle                    | Newcastle            | Celbridge                 |
| Collegeland                       | 571   | Newcastle                    | Rathcoole            | Celbridge                 |
| Collinstown                       | 155   | Uppercross                   | Clondalkin           | Dublin South              |
| Collinstown                       | 271   | Balrothery East              | Lusk                 | Balrothery                |
| Collinstown                       | 394   | Coolock                      | Santry               | Dublin North              |
| Colmanstown                       | 191   | Newcastle                    | Newcastle            | Celbridge                 |
| Colt Island                       | 7     | Balrothery East              | Holmpatrick          | Balrothery                |
| Common                            | 2     | Nethercross                  | Kilsallaghan         | Balrothery                |
| Commons                           | 26    | Newcastle                    | Rathcoole            | Celbridge                 |
| Commons                           | 28    | Coolock                      | Santry               | Dublin North              |
| Commons                           | 51    | Uppercross                   | Clondalkin           | Dublin South              |
| Commons                           | 94    | Uppercross                   | Crumlin              | Dublin South              |
| Commons                           | 156   | Newcastle                    | Newcastle            | Celbridge                 |
| Commons (1st Division)            | 21    | Balrothery East              | Balscaddan           | Balrothery                |
| Commons (2nd Division)            | 14    | Balrothery East              | Balscaddan           | Balrothery                |
| Commons East                      | 15    | Nethercross                  | Swords               | Balrothery                |
| Commons Little                    | 52    | Newcastle                    | Newcastle            | Celbridge                 |
| Commons Lower                     | 608   | Balrothery West              | Garristown           | Dunshaughlin              |
| Commons Upper                     | 243   | Balrothery West              | Garristown           | Dunshaughlin              |
| Commons West                      | 48    | Nethercross                  | Swords               | Balrothery                |
| Connyngham Road                   | 2     | Castleknock                  | St. James'           | Dublin North              |
| Cookstown                         | 167   | Nethercross                  | Swords               | Balrothery                |
| Cookstown                         | 264   | Uppercross                   | Tallaght             | Dublin South              |
| Coolatrath East                   | 306   | Nethercross                  | Kilsallaghan         | Balrothery                |
| Coolatrath West                   | 35    | Nethercross                  | Kilsallaghan         | Balrothery                |
| Cooldown Commons                  | 17    | Newcastle                    | Saggart              | Celbridge                 |
| Cooldrinagh                       | 41    | Newcastle                    | Aderrig              | Celbridge                 |
| Cooldrinagh                       | 244   | Newcastle                    | Lucan                | Celbridge                 |
| Coolfores                         | 117   | Balrothery West              | Naul                 | Balrothery                |
| Coolmine                          | 429   | Newcastle                    | Saggart              | Celbridge                 |
| Coolmine                          | 609   | Castleknock                  | Clonsilla            | Celbridge                 |
| Coolock                           | Town  | Coolock                      | Coolock              | Dublin North              |
| Coolock                           | 65    | Coolock                      | Coolock              | Dublin North              |
| Coolquoy                          | 91    | Nethercross                  | Kilsallaghan         | Balrothery                |
| Coolquoy Common                   | 159   | Nethercross                  | Kilsallaghan         | Balrothery                |
| Coolscuddaa                       | 163   | Newcastle                    | Kilmactalway         | Celbridge                 |
| Coolscuddaa                       | 163   | Newcastle                    | Kilmactalway         | Celbridge                 |
| Corballis                         | 201   | Coolock                      | Cloghran             | Balrothery                |
| Corballis                         | 803   | Nethercross                  | Donabate             | Balrothery                |
| Corbally                          | 523   | Uppercross                   | Tallaght             | Dublin South              |
| Corduff                           | 201   | Balrothery East              | Lusk                 | Balrothery                |
| Corduff                           | 353   | Castleknock                  | Castleknock          | Dublin North              |
| Corduff (Hackett)                 | 39    | Balrothery East              | Lusk                 | Balrothery                |
| Corduff Common                    | 29    | Balrothery East              | Lusk                 | Balrothery                |
| Corduffhall                       | 280   | Balrothery East              | Lusk                 | Balrothery                |
| Cork Great                        | 200   | Rathdown                     | Oldconnaught         | Rathdown                  |
| Cork Little                       | 180   | Rathdown                     | Oldconnaught         | Rathdown                  |
| Corkagh                           | 84    | Uppercross                   | Clondalkin           | Dublin South              |
| Corkagh Demesne                   | 219   | Uppercross                   | Clondalkin           | Dublin South              |
| Cornelscourt                      | 111   | Rathdown                     | Kill                 | Rathdown                  |
| Cornerpark                        | 178   | Newcastle                    | Newcastle            | Celbridge                 |
| Cornstown                         | 416   | Balrothery West              | Ballymadun           | Dunshaughlin              |
| Corrageen                         | 21    | Uppercross                   | Tallaght             | Dublin South              |
| Corrstown                         | 367   | Nethercross                  | Kilsallaghan         | Balrothery                |
| Cottrelstown                      | 229   | Balrothery West              | Palmerstown          | Balrothery                |
| Coultry                           | 225   | Coolock                      | Santry               | Dublin North              |
| Court                             | 34    | Castleknock                  | Mulhuddart           | Dunshaughlin              |
| Courtlough                        | 876   | Balrothery East              | Balrothery           | Balrothery                |
| Cremona                           | 13    | Nethercross                  | Swords               | Balrothery                |
| Crockaunadreenagh                 | 334   | Newcastle                    | Rathcoole            | Celbridge                 |
| Crockshane                        | 119   | Newcastle                    | Rathcoole            | Celbridge                 |
| Crooksling                        | 545   | Newcastle                    | Saggart              | Celbridge                 |
| Crossgunns                        | 8     | Coolock                      | Glasnevin            | Dublin North              |
| Crossguns North (o Daneswell)     | 78    | Coolock                      | St. George's         | Dublin North              |
| Crossguns South                   | 20    | Dublin, Muni. Borough of     | St. George's         | Dublin North              |
| Crowscastle                       | 106   | Nethercross                  | Swords               | Balrothery                |
| Cruagh                            | 947   | Uppercross                   | Cruagh               | Dublin South              |
| Cruicerath                        | 244   | Castleknock                  | Finglas              | Dublin North              |
| Cruiserath                        | 244   | Castleknock                  | Finglas              | Dublin North              |
| Crumlin                           | 741   | Uppercross                   | Crumlin              | Dublin South              |
| Cullenhill                        | 63    | Balrothery East              | Balrothery           | Balrothery                |
| Cullenswood                       | 118   | Uppercross                   | St. Peter's          | Dublin South              |
| Cunard                            | 257   | Uppercross                   | Tallaght             | Dublin South              |
| Curragh East                      | 111   | Balrothery West              | Hollywood            | Balrothery                |
| Curragh West                      | 388   | Balrothery West              | Hollywood            | Balrothery                |
| Dalkey                            | 247   | Rathdown                     | Dalkey               | Rathdown                  |
| Dalkey Commons                    | 196   | Rathdown                     | Dalkey               | Rathdown                  |
| Dalkey Island                     | 21    | Rathdown                     | Dalkey               | Rathdown                  |
| Damastown                         | 351   | Castleknock                  | Mulhuddart           | Dublin North              |
| Damastown                         | 890   | Balrothery West              | Hollywood            | Balrothery                |
| Daneswell                         | 9     | Coolock                      | St. George's         | Dublin North              |
| Daneswell (o Crossguns North)     | 78    | Coolock                      | St. George's         | Dublin North              |
| Darcystown                        | 542   | Balrothery East              | Balrothery           | Balrothery                |
| Dardistown                        | 69    | Coolock                      | Santry               | Dublin North              |
| Darndale                          | 87    | Coolock                      | Coolock              | Dublin North              |
| Deanestown                        | 61    | Balrothery East              | Lusk                 | Balrothery                |
| Deanestown                        | 173   | Castleknock                  | Castleknock          | Dublin North              |
| Deanestown                        | 222   | Nethercross                  | Swords               | Balrothery                |
| Deansgrange                       | 377   | Rathdown                     | Kill                 | Rathdown                  |
| Deansrath                         | 216   | Uppercross                   | Clondalkin           | Dublin South              |
| Dellabrown                        | 28    | Balrothery East              | Holmpatrick          | Balrothery                |
| Dennis' Field                     | 14    | Balrothery East              | Balrothery           | Balrothery                |
| Dermotstown                       | 186   | Balrothery East              | Balscaddan           | Balrothery                |
| Diswellstown                      | 418   | Castleknock                  | Castleknock          | Dublin North              |
| Doddsborough                      | 271   | Newcastle                    | Lucan                | Celbridge                 |
| Dollards                          | 61    | Nethercross                  | Swords               | Balrothery                |
| Dollymount                        | Town  | Coolock                      | Clontarf             | Dublin North              |
| Dolphinsbarn                      | 169   | Uppercross                   | St. James'           | Dublin South              |
| Dolphinsbarn North                | 5     | Uppercross                   | St. James'           | Dublin South              |
| Donabate                          | Town  | Nethercross                  | Donabate             | Balrothery                |
| Donabate                          | 53    | Nethercross                  | Donabate             | Balrothery                |
| Donnybrook East                   | 53    | Dublin                       | Donnybrook           | Dublin South              |
| Donnybrook West                   | 100   | Dublin                       | Donnybrook           | Dublin South              |
| Donnycarney                       | Town  | Coolock                      | Clonturk             | Dublin North              |
| Donnycarney                       | 128   | Coolock                      | Clonturk             | Dublin North              |
| Doolagh                           | 65    | Balrothery West              | Naul                 | Balrothery                |
| Dooroge                           | 203   | Balrothery West              | Ballyboghil          | Balrothery                |
| Drimnagh                          | 274   | Uppercross                   | Drimnagh             | Dublin South              |
| Drinan                            | 441   | Coolock                      | Kinsaley             | Balrothery                |
| Drishoge                          | 18    | Coolock                      | St. George's         | Dublin North              |
| Drishoge                          | 100   | Nethercross                  | Killossery           | Balrothery                |
| Drishoge                          | 188   | Coolock                      | Clonturk             | Dublin North              |
| Drishoge                          | 306   | Balrothery West              | Ballyboghil          | Balrothery                |
| Drumanagh                         | 46    | Balrothery East              | Lusk                 | Balrothery                |
| Drumcondra                        | Town  | Coolock                      | Clonturk             | Dublin North              |
| Drumcondra                        | 109   | Coolock                      | Clonturk             | Dublin North              |
| Drumlattery                       | 64    | Balrothery East              | Lusk                 | Balrothery                |
| Drummans                          | 94    | Balrothery East              | Balscaddan           | Balrothery                |
| Drummartin                        | 188   | Rathdown                     | Taney                | Rathdown                  |
| Drumnigh                          | 107   | Coolock                      | Kinsaley             | Balrothery                |
| Dubber                            | 8     | Coolock                      | St. Margaret's       | Dublin North              |
| Dubber                            | 239   | Coolock                      | Santry               | Dublin North              |
| Dublín                            | Town  | Dublin *                     | various *            | Dublin North/Dublin South |
| Dunbro                            | 206   | Coolock                      | St. Margaret's       | Dublin North              |
| Dunbro Great                      | 10    | Coolock                      | Santry               | Dublin North              |
| Dunbro Little                     | 18    | Coolock                      | Santry               | Dublin North              |
| Dundrum                           | Town  | Rathdown                     | Taney                | Rathdown                  |
| Dundrum                           | 317   | Rathdown                     | Taney                | Rathdown                  |
| Dunganstown                       | 30    | Balrothery East              | Lusk                 | Balrothery                |
| Dunleary                          | 387   | Rathdown                     | Monkstown            | Rathdown                  |
| Dunmucky                          | 68    | Nethercross                  | Kilsallaghan         | Balrothery                |
| Dunsink                           | 423   | Castleknock                  | Castleknock          | Dublin North              |
| Dunsoghly                         | 265   | Coolock                      | St. Margaret's       | Dublin North              |
| Edenmore                          | 123   | Coolock                      | Raheny               | Dublin North              |
| Edmondstown                       | Town  | Rathdown                     | Whitechurch          | Dublin South              |
| Edmondstown                       | 226   | Rathdown                     | Whitechurch          | Dublin South              |
| Effelstown                        | 83    | Balrothery East              | Lusk                 | Balrothery                |
| Ellistown                         | 217   | Balrothery West              | Ballyboghil          | Balrothery                |
| Elm Park                          | 107   | Coolock                      | Clontarf             | Dublin North              |
| Esker North                       | 74    | Newcastle                    | Esker                | Celbridge                 |
| Esker South                       | 460   | Newcastle                    | Esker                | Celbridge                 |
| Fairfield                         | 7     | Coolock                      | St. George's         | Dublin North              |
| Fairfield                         | 73    | Coolock                      | Coolock              | Dublin North              |
| Fairview                          | 86    | Uppercross                   | Clondalkin           | Dublin South              |
| Farmersvale                       | 127   | Newcastle                    | Rathcoole            | Celbridge                 |
| Farranboley                       | 150   | Rathdown                     | Taney                | Rathdown                  |
| Feltrim                           | 177   | Coolock                      | Kinsaley             | Balrothery                |
| Fieldstown                        | 787   | Balrothery West              | Clonmethan           | Balrothery                |
| Finglas                           | Town  | Castleknock                  | Finglas              | Dublin North              |
| Finglas East                      | 327   | Castleknock                  | Finglas              | Dublin North              |
| Finglas West                      | 111   | Castleknock                  | Finglas              | Dublin North              |
| Finglas Wood                      | 84    | Castleknock                  | Finglas              | Dublin North              |
| Finnstown                         | 416   | Newcastle                    | Esker                | Celbridge                 |
| Flacketstown                      | 112   | Balrothery West              | Naul                 | Balrothery                |
| Flemingtown                       | 393   | Balrothery East              | Balrothery           | Balrothery                |
| Folkstown Great (o Clonard)       | 370   | Balrothery East              | Balrothery           | Balrothery                |
| Folkstown Little                  | 124   | Balrothery East              | Balrothery           | Balrothery                |
| Folly                             | 228   | Balrothery West              | Palmerston           | Balrothery                |
| Fonthill                          | 99    | Uppercross                   | Palmerston           | Dublin South              |
| Forrest Great                     | 524   | Nethercross                  | Swords               | Balrothery                |
| Forrest Little                    | 255   | Nethercross                  | Swords               | Balrothery                |
| Forrestfields                     | 92    | Nethercross                  | Swords               | Balrothery                |
| Fortunestown                      | 261   | Newcastle                    | Saggart              | Celbridge                 |
| Fortyacres                        | 60    | Balrothery West              | Naul                 | Balrothery                |
| Fortyacres                        | 83    | Dublin                       | Donnybrook           | Dublin South              |
| Fosterstown North                 | 107   | Nethercross                  | Swords               | Balrothery                |
| Fosterstown South                 | 123   | Nethercross                  | Swords               | Balrothery                |
| Fox-and-geese                     | 183   | Uppercross                   | Clondalkin           | Dublin South              |
| Fox-and-geese Common              | 105   | Uppercross                   | Clondalkin           | Dublin South              |
| Foxlands                          | 85    | Coolock                      | Raheny               | Dublin North              |
| Foxrock                           | 204   | Rathdown                     | Kill                 | Rathdown                  |
| Friarland                         | 39    | Rathdown                     | Taney                | Rathdown                  |
| Friarstown Lower                  | 54    | Uppercross                   | Tallaght             | Dublin South              |
| Friarstown Upper                  | 170   | Uppercross                   | Tallaght             | Dublin South              |
| Furry Park                        | 43    | Coolock                      | Clontarf             | Dublin North              |
| Gallanstown                       | 192   | Castleknock                  | Mulhuddart           | Dublin North              |
| Gallanstown                       | 395   | Uppercross                   | Ballyfermot          | Dublin South              |
| Galloping Green                   | Town  | Rathdown                     | Kill                 | Rathdown                  |
| Galloping Green North             | 112   | Rathdown                     | Kill                 | Rathdown                  |
| Galloping Green South             | 264   | Rathdown                     | Kill                 | Rathdown                  |
| Gardenershill                     | 13    | Balrothery East              | Balrothery           | Balrothery                |
| Garranstown (o Kingswood)         | 122   | Uppercross                   | Tallaght             | Dublin South              |
| Garristown                        | Town  | Balrothery West              | Garristown           | Dunshaughlin              |
| Garristown                        | 1.252 | Balrothery West              | Garristown           | Dunshaughlin              |
| Gerrardstown                      | 235   | Balrothery West              | Ballyboghil          | Balrothery                |
| Gibbons                           | 247   | Uppercross                   | Tallaght             | Dublin South              |
| Gibbonsmoor                       | 9     | Balrothery East              | Balrothery           | Balrothery                |
| Gibraltar                         | 22    | Uppercross                   | Clondalkin           | Dublin South              |
| Glasnevin                         | Town  | Coolock                      | Glasnevin            | Dublin North              |
| Glasnevin                         | 53    | Coolock                      | Glasnevin            | Dublin North              |
| Glasnevin Demesne                 | 3     | Castleknock                  | Finglas              | Dublin North              |
| Glasnevin Demesne                 | 42    | Coolock                      | Glasnevin            | Dublin North              |
| Glassamucky                       | 422   | Uppercross                   | Tallaght             | Dublin South              |
| Glassamucky Brakes                | 1.115 | Uppercross                   | Tallaght             | Dublin South              |
| Glassamucky Mountain              | 176   | Uppercross                   | Tallaght             | Dublin South              |
| Glassavullaun                     | 1.090 | Uppercross                   | Tallaght             | Dublin South              |
| Glasthle                          | Town  | Rathdown                     | Monkstown            | Rathdown                  |
| Glasthule                         | 66    | Rathdown                     | Monkstown            | Rathdown                  |
| Glebe                             | 5     | Coolock                      | Swords               | Balrothery                |
| Glebe                             | 6     | Newcastle                    | Rathcoole            | Celbridge                 |
| Glebe                             | 6     | Castleknock                  | Finglas              | Dublin North              |
| Glebe                             | 7     | Rathdown                     | Stillorgan           | Rathdown                  |
| Glebe                             | 16    | Coolock                      | Portmarnock          | Balrothery                |
| Glebe                             | 23    | Rathdown                     | Kiltiernan           | Rathdown                  |
| Glebe                             | 30    | Newcastle                    | Newcastle            | Celbridge                 |
| Glebe                             | 31    | Nethercross                  | Swords               | Balrothery                |
| Glebe                             | 32    | Rathdown                     | Rathmichael          | Rathdown                  |
| Glebe                             | 32    | Balrothery West              | Ballymadun           | Dunshaughlin              |
| Glebe                             | 41    | Coolock                      | Raheny               | Dublin North              |
| Glebe                             | 46    | Newcastle                    | Esker                | Celbridge                 |
| Glebe                             | 52    | Nethercross                  | Kilsallaghan         | Balrothery                |
| Glebe                             | 62    | Balrothery West              | Clonmethan           | Balrothery                |
| Glebe East                        | 9     | Balrothery West              | Garristown           | Dunshaughlin              |
| Glebe North                       | 14    | Balrothery East              | Balrothery           | Balrothery                |
| Glebe South                       | 31    | Balrothery East              | Balrothery           | Balrothery                |
| Glebe West                        | 20    | Balrothery West              | Garristown           | Dunshaughlin              |
| Glenagarey                        | 182   | Rathdown                     | Monkstown            | Rathdown                  |
| Glenagarey (o Sally Noggins)      | Town  | Rathdown                     | Monkstown            | Rathdown                  |
| Glenamuck North                   | 111   | Rathdown                     | Tully                | Rathdown                  |
| Glenamuck South                   | 260   | Rathdown                     | Tully                | Rathdown                  |
| Glenaraneen                       | 292   | Newcastle                    | Saggart              | Celbridge                 |
| Glencullen                        | 523   | Rathdown                     | Kiltiernan           | Rathdown                  |
| Glencullen Mountain               | 639   | Rathdown                     | Kiltiernan           | Rathdown                  |
| Glendoo                           | 933   | Uppercross                   | Cruagh               | Dublin South              |
| Goddamendy                        | 83    | Castleknock                  | Mulhuddart           | Dublin North              |
| Goldenbridge                      | Town  | Uppercross                   | St. James'           | Dublin South              |
| Goldenbridge North                | 162   | Uppercross and Muni. Borough | St. James'           | Dublin South              |
| Goldenbridge South                | 222   | Uppercross and Muni. Borough | St. James'           | Dublin South              |
| Gollierstown                      | 431   | Newcastle                    | Kilmactalway         | Celbridge                 |
| Gooseacre                         | 3     | Coolock                      | St. George's         | Dublin North              |
| Goosegreen                        | 140   | Coolock                      | Clonturk             | Dublin North              |
| Gormanston Demesne                | 132   | Balrothery East              | Balscaddan           | Balrothery                |
| Gortlum                           | 342   | Uppercross                   | Tallaght             | Dublin South              |
| Gracedieu                         | 224   | Balrothery East              | Lusk                 | Balrothery                |
| Grallagh                          | 791   | Balrothery West              | Grallagh             | Balrothery                |
| Grange                            | 68    | Coolock                      | Portmarnock          | Balrothery                |
| Grange                            | 132   | Balrothery East              | Holmpatrick          | Balrothery                |
| Grange                            | 171   | Castleknock                  | Cloghran             | Dublin North              |
| Grange                            | 284   | Balrothery East              | Balscaddan           | Balrothery                |
| Grange                            | 345   | Newcastle                    | Kilmactalway         | Celbridge                 |
| Grange                            | 428   | Balrothery West              | Ballyboghil          | Balrothery                |
| Grange                            | 457   | Coolock                      | Baldoyle             | Dublin North              |
| Grangegorman East                 | 169   | Dublin, Muni. Borough of     | Grangegorman         | Dublin North              |
| Grangegorman Middle               | 365   | Coolock and Muni. Borough    | Grangegorman         | Dublin North              |
| Grangegorman North                | 71    | Coolock                      | Grangegorman         | Dublin North              |
| Grangegorman South                | 120   | Coolock                      | Grangegorman         | Dublin North              |
| Grangegorman West                 | 126   | Dublin, Muni. Borough of     | Grangegorman         | Dublin North              |
| Greatcommon                       | 197   | Balrothery East              | Lusk                 | Balrothery                |
| Green Hills                       | Town  | Uppercross                   | Tallaght             | Dublin South              |
| Greenfields                       | 55    | Nethercross                  | Swords               | Balrothery                |
| Greenhills                        | 188   | Uppercross                   | Crumlin              | Dublin South              |
| Greenlanes                        | 358   | Coolock                      | Clontarf             | Dublin North              |
| Greenmount                        | 8     | Coolock                      | St. George's         | Dublin North              |
| Greenoge                          | 217   | Newcastle                    | Rathcoole            | Celbridge                 |
| Greenwood                         | 111   | Coolock                      | Kinsaley             | Balrothery                |
| Hacketstown                       | 170   | Balrothery East              | Lusk                 | Balrothery                |
| Hackettsland                      | 44    | Rathdown                     | Killiney             | Rathdown                  |
| Hampstead North                   | 52    | Coolock                      | Glasnevin            | Dublin North              |
| Hampstead South                   | 58    | Coolock                      | Glasnevin            | Dublin North              |
| Hampsteadhill                     | 33    | Coolock                      | Glasnevin            | Dublin North              |
| Hampton Demesne                   | 365   | Balrothery East              | Balrothery           | Balrothery                |
| Hansfield (o Phibblestown)        | 223   | Castleknock                  | Clonsilla            | Celbridge                 |
| Harmonstown                       | 90    | Coolock                      | Clontarf             | Dublin North              |
| Haroldscross                      | Town  | Uppercross                   | St. Catherine's      | Dublin South              |
| Haroldscross                      | 87    | Uppercross and Muni. Borough | St. Catherine's      | Dublin South              |
| Haroldscross East                 | 103   | Uppercross                   | St. Peter's          | Dublin South              |
| Haroldscross West                 | 148   | Uppercross                   | St. Peter's          | Dublin South              |
| Haroldsgrange                     | 341   | Rathdown                     | Whitechurch          | Dublin South              |
| Harristown                        | 289   | Coolock                      | St. Margaret's       | Dublin North              |
| Hartstown                         | 181   | Castleknock                  | Clonsilla            | Celbridge                 |
| Haystown                          | 133   | Balrothery East              | Lusk                 | Balrothery                |
| Haystown                          | 253   | Balrothery East              | Balscaddan           | Balrothery                |
| Hazardstown                       | 157   | Balrothery West              | Naul                 | Balrothery                |
| Hazelbrook                        | 38    | Coolock                      | Portmarnock          | Balrothery                |
| Hazelhatch                        | 118   | Newcastle                    | Newcastle            | Celbridge                 |
| Heathtown                         | 85    | Balrothery East              | Lusk                 | Balrothery                |
| Hedgestown                        | 128   | Balrothery East              | Lusk                 | Balrothery                |
| Hermitage                         | 139   | Newcastle                    | Esker                | Celbridge                 |
| Heronstown                        | 108   | Coolock                      | Clontarf             | Dublin North              |
| Highdownhill                      | 153   | Newcastle                    | Newcastle            | Celbridge                 |
| Hilltown                          | 221   | Nethercross                  | Swords               | Balrothery                |
| Hollystown                        | 196   | Castleknock                  | Mulhuddart           | Dublin North              |
| Hollywood                         | 58    | Castleknock                  | Mulhuddart           | Dublin North              |
| Hollywood Great                   | 340   | Balrothery West              | Hollywood            | Balrothery                |
| Hollywood Little                  | 302   | Balrothery West              | Hollywood            | Balrothery                |
| Hollywoodrath                     | 218   | Castleknock                  | Mulhuddart           | Dublin North              |
| Holmpatrick                       | 238   | Balrothery East              | Holmpatrick          | Balrothery                |
| Holybanks                         | 17    | Nethercross                  | Swords               | Balrothery                |
| Honeypark                         | 62    | Rathdown                     | Monkstown            | Rathdown                  |
| Horestown                         | 81    | Balrothery East              | Lusk                 | Balrothery                |
| Howth                             | Town  | Coolock                      | Howth                | Dublin North              |
| Howth                             | 1.188 | Coolock                      | Howth                | Dublin North              |
| Howth Demesne                     | 563   | Coolock                      | Howth                | Dublin North              |
| Hunststown                        | 193   | Coolock                      | Santry               | Dublin North              |
| Hunststown                        | 304   | Castleknock                  | Mulhuddart           | Dublin North              |
| Huntstown                         | 299   | Castleknock                  | Castleknock          | Dublin North              |
| Hynespark                         | 13    | Balrothery East              | Balrothery           | Balrothery                |
| Hynestown                         | 274   | Balrothery West              | Naul                 | Balrothery                |
| Hynestown                         | 291   | Newcastle                    | Newcastle            | Celbridge                 |
| Inch                              | 175   | Balrothery East              | Balrothery           | Balrothery                |
| Inchicore North                   | 210   | Uppercross                   | St. James'           | Dublin South              |
| Inchicore South                   | 154   | Uppercross                   | St. James'           | Dublin South              |
| Intake                            | 70    | Dublin                       | Booterstown          | Rathdown                  |
| Ireland's Eye                     | 53    | Coolock                      | Howth                | Dublin North              |
| Irishtown                         | Town  | Dublin                       | Donnybrook           | Dublin South              |
| Irishtown                         | 56    | Dublin                       | Donnybrook           | Dublin South              |
| Irishtown                         | 172   | Balrothery East              | Lusk                 | Balrothery                |
| Irishtown                         | 187   | Castleknock                  | Ward                 | Dublin North              |
| Irishtown                         | 260   | Uppercross                   | Palmerston           | Dublin South              |
| Islandbridge                      | Town  | Uppercross                   | St. James'           | Dublin South              |
| Jamestown                         | 40    | Nethercross                  | Swords               | Balrothery                |
| Jamestown                         | 64    | Rathdown                     | Tully                | Rathdown                  |
| Jamestown                         | 92    | Uppercross                   | Cruagh               | Dublin South              |
| Jamestown                         | 117   | Uppercross                   | Drimnagh             | Dublin South              |
| Jamestown                         | 405   | Rathdown                     | Kilgobbin            | Rathdown                  |
| Jamestown Great                   | 180   | Castleknock                  | Finglas              | Dublin North              |
| Jamestown Little                  | 85    | Castleknock                  | Finglas              | Dublin North              |
| Jobstown                          | 420   | Uppercross                   | Tallaght             | Dublin South              |
| Johnstown                         | 20    | Rathdown                     | Rathmichael          | Rathdown                  |
| Johnstown                         | 67    | Castleknock                  | Castleknock          | Dublin North              |
| Johnstown                         | 70    | Rathdown                     | Kill                 | Rathdown                  |
| Johnstown                         | 89    | Uppercross                   | Palmerston           | Dublin South              |
| Johnstown                         | 96    | Castleknock                  | Finglas              | Dublin North              |
| Johnstown                         | 258   | Balrothery East              | Lusk                 | Balrothery                |
| Johnstown                         | 316   | Newcastle                    | Rathcoole            | Celbridge                 |
| Jordanstown                       | 73    | Newcastle                    | Kilmactalway         | Celbridge                 |
| Jordanstown                       | 92    | Balrothery West              | Clonmethan           | Balrothery                |
| Jordanstown                       | 317   | Balrothery West              | Palmerston           | Balrothery                |
| Jordanstown                       | 493   | Balrothery East              | Lusk                 | Balrothery                |
| Keatingspark                      | 194   | Newcastle                    | Rathcoole            | Celbridge                 |
| Keeloges                          | 217   | Newcastle                    | Newcastle            | Celbridge                 |
| Kellystown                        | 174   | Castleknock                  | Clonsilla            | Celbridge                 |
| Kerrymount                        | 143   | Rathdown                     | Tully                | Rathdown                  |
| Kilbarrack Lower                  | 259   | Coolock                      | Kilbarrack           | Dublin North              |
| Kilbarrack Upper                  | 390   | Coolock                      | Kilbarrack           | Dublin North              |
| Kilbogget                         | 331   | Rathdown                     | Killiney             | Rathdown                  |
| Kilbride                          | 266   | Newcastle                    | Kilbride             | Celbridge                 |
| Kilcarbery                        | 153   | Newcastle                    | Kilbride             | Celbridge                 |
| Kilcoskan                         | 298   | Nethercross                  | Kilsallaghan         | Balrothery                |
| Kilcrea                           | 277   | Nethercross                  | Donabate             | Balrothery                |
| Kildonan                          | 163   | Castleknock                  | Finglas              | Dublin North              |
| Kilgobbin                         | 440   | Rathdown                     | Kilgobbin            | Rathdown                  |
| Kill of the Grange                | 263   | Rathdown                     | Kill                 | Rathdown                  |
| Killakee                          | 661   | Uppercross                   | Cruagh               | Dublin South              |
| Killalane                         | 233   | Balrothery East              | Balrothery           | Balrothery                |
| Killamonan                        | 32    | Castleknock                  | Mulhuddart           | Dublin North              |
| Killamonan                        | 76    | Castleknock                  | Ward                 | Dublin North              |
| Killeek                           | 555   | Nethercross                  | Killeek              | Balrothery                |
| Killeen                           | 229   | Balrothery West              | Clonmethan           | Balrothery                |
| Killester Demense                 | 56    | Coolock                      | Clontarf             | Dublin North              |
| Killester North                   | 150   | Coolock                      | Killester            | Dublin North              |
| Killester South                   | 128   | Coolock                      | Killester            | Dublin North              |
| Killinardan                       | 515   | Uppercross                   | Tallaght             | Dublin South              |
| Killiney                          | Town  | Rathdown                     | Kill                 | Rathdown                  |
| Killiney                          | 256   | Rathdown                     | Killiney             | Rathdown                  |
| Killininny                        | 194   | Uppercross                   | Tallaght             | Dublin South              |
| Killossery                        | 252   | Nethercross                  | Killossery           | Balrothery                |
| Killougher                        | 320   | Balrothery East              | Balscaddan           | Balrothery                |
| Kilmacree                         | 65    | Nethercross                  | Kilsallaghan         | Balrothery                |
| Kilmactalway                      | 400   | Newcastle                    | Kilmactalway         | Celbridge                 |
| Kilmacud East                     | 126   | Rathdown                     | Kilmacud             | Rathdown                  |
| Kilmacud West                     | 156   | Rathdown                     | Kilmacud             | Rathdown                  |
| Kilmahuddrick                     | 181   | Newcastle                    | Kilmahuddrick        | Dublin South              |
| Kilmainham                        | Town  | Uppercross                   | St. James'           | Dublin South              |
| Kilmainham                        | 33    | Balrothery East              | Balrothery           | Balrothery                |
| Kilmainham                        | 38    | Uppercross                   | St. James'           | Dublin South              |
| Kilmartin                         | 615   | Castleknock                  | Mulhuddart           | Dublin North              |
| Kilmashogue                       | 1.409 | Rathdown                     | Whitechurch          | Dublin South              |
| Kilmore Big                       | 359   | Coolock                      | Coolock              | Dublin North              |
| Kilmore Little                    | 41    | Coolock                      | Coolock              | Dublin North              |
| Kilnamanagh                       | 621   | Uppercross                   | Tallaght             | Dublin South              |
| Kilreesk                          | 262   | Nethercross                  | Finglas              | Balrothery                |
| Kilsallaghan                      | 353   | Nethercross                  | Kilsallaghan         | Balrothery                |
| Kilshane                          | 472   | Castleknock                  | Finglas              | Dublin North              |
| Kilsough                          | 65    | Balrothery East              | Balrothery           | Balrothery                |
| Kiltalown                         | 277   | Uppercross                   | Tallaght             | Dublin South              |
| Kiltiernan                        | 354   | Rathdown                     | Kiltiernan           | Rathdown                  |
| Kiltiernan Domain                 | 150   | Rathdown                     | Kiltiernan           | Rathdown                  |
| Kiltipper                         | 193   | Uppercross                   | Tallaght             | Dublin South              |
| Kimmage                           | 106   | Uppercross                   | Crumlin              | Dublin South              |
| Kimmage                           | 293   | Rathdown                     | Rathfarnham          | Dublin South              |
| Kingston                          | 59    | Rathdown                     | Kiltiernan           | Rathdown                  |
| Kingston                          | 92    | Rathdown                     | Tully                | Rathdown                  |
| Kingstown                         | Town  | Rathdown                     | Monkstown            | Rathdown                  |
| Kingstown                         | 50    | Balrothery East              | Lusk                 | Balrothery                |
| Kingstown                         | 194   | Coolock                      | St. Margaret's       | Dublin North              |
| Kingstown                         | 194   | Rathdown                     | Taney                | Rathdown                  |
| Kingswood                         | 35    | Uppercross                   | Clondalkin           | Dublin South              |
| Kingswood (o Garraustown)         | 122   | Uppercross                   | Tallaght             | Dublin South              |
| Kinoud                            | 150   | Balrothery West              | Hollywood            | Balrothery                |
| Kinsaley                          | 713   | Coolock                      | Kinsaley             | Balrothery                |
| Kishoge                           | 273   | Newcastle                    | Esker                | Celbridge                 |
| Kitchenstown                      | 196   | Balrothery West              | Hollywood            | Balrothery                |
| Knightstown                       | 184   | Balrothery East              | Lusk                 | Balrothery                |
| Knock                             | 183   | Balrothery East              | Balrothery           | Balrothery                |
| Knockaneek                        | 120   | Balrothery West              | Ballymadun           | Dunshaughlin              |
| Knockbrack                        | 30    | Balrothery West              | Hollywood            | Balrothery                |
| Knocklyon                         | 429   | Uppercross                   | Tallaght             | Dublin South              |
| Knockmitten                       | 176   | Uppercross                   | Clondalkin           | Dublin South              |
| Knocknagin                        | 251   | Balrothery East              | Balrothery           | Balrothery                |
| Knocksedan                        | 98    | Nethercross                  | Swords               | Balrothery                |
| Lamb Island                       | 1     | Rathdown                     | Dalkey               | Rathdown                  |
| Lambay Island                     | 595   | Nethercross                  | Portraine            | Balrothery                |
| Lane                              | 28    | Balrothery East              | Lusk                 | Balrothery                |
| Lane                              | 115   | Balrothery East              | Holmpatrick          | Balrothery                |
| Lanestown                         | 480   | Nethercross                  | Donabate             | Balrothery                |
| Lansville                         | 46    | Rathdown                     | Monkstown            | Rathdown                  |
| Laraghcon                         | 295   | Newcastle                    | Leixlip              | Celbridge                 |
| Larkfield                         | 13    | Uppercross                   | Crumlin              | Dublin South              |
| Laughanstown                      | 382   | Rathdown                     | Tully                | Rathdown                  |
| Laurestown                        | 207   | Nethercross                  | Finglas              | Balrothery                |
| Laytown                           | 136   | Balrothery East              | Baldongan            | Balrothery                |
| Leas                              | 140   | Nethercross                  | Killossery           | Balrothery                |
| Leastown                          | 274   | Balrothery West              | Westpalstown         | Balrothery                |
| Leckclintown                      | 214   | Balrothery West              | Naul                 | Balrothery                |
| Leopardstown and Carmanhall       | 277   | Rathdown                     | Tully                | Rathdown                  |
| Liffeybank                        | 4     | Dublin, Muni. Borough of     | St. James'           | Dublin North              |
| Limekilnfarm                      | 102   | Uppercross                   | Crumlin              | Dublin South              |
| Lispopple                         | 611   | Nethercross                  | Killossery           | Balrothery                |
| Lissenhall Great                  | 260   | Nethercross                  | Swords               | Balrothery                |
| Lissenhall Little                 | 326   | Nethercross                  | Swords               | Balrothery                |
| Little Bray                       | Town  | Rathdown                     | Oldconnaught         | Rathdown                  |
| Little Bray                       | 33    | Rathdown                     | Oldconnaught         | Rathdown                  |
| Littlepace                        | 97    | Castleknock                  | Mulhuddart           | Dublin North              |
| Longmeadows                       | 45    | Castleknock                  | St. James'           | Dublin North              |
| Loughshinny                       | Town  | Balrothery East              | Lusk                 | Balrothery                |
| Lough Common                      | 10    | Balrothery East              | Lusk                 | Balrothery                |
| Loughbarn                         | 128   | Balrothery East              | Balrothery           | Balrothery                |
| Loughland                         | 41    | Balrothery East              | Lusk                 | Balrothery                |
| Loughlinstown                     | 422   | Rathdown                     | Killiney             | Rathdown                  |
| Loughlinstown Commons             | 8     | Rathdown                     | Killiney             | Rathdown                  |
| Loughlinstown Commons             | 19    | Rathdown                     | Rathmichael          | Rathdown                  |
| Loughmain                         | 119   | Balrothery West              | Naul                 | Balrothery                |
| Loughshinny                       | 98    | Balrothery East              | Lusk                 | Balrothery                |
| Loughtown Lower                   | 166   | Newcastle                    | Kilmactalway         | Celbridge                 |
| Loughtown Upper                   | 94    | Newcastle                    | Kilmactalway         | Celbridge                 |
| Lovescharity                      | 24    | Dublin, Muni. Borough of     | St. George's         | Dublin North              |
| Lucan                             | Town  | Newcastle                    | Lucan                | Celbridge                 |
| Lucan & Pettycanon                | 152   | Newcastle                    | Lucan                | Celbridge                 |
| Lucan Demesne                     | 152   | Newcastle                    | Lucan                | Celbridge                 |
| Lugg                              | 315   | Newcastle                    | Saggart              | Celbridge                 |
| Lugmore                           | 122   | Uppercross                   | Tallaght             | Dublin South              |
| Lusk                              | 701   | Balrothery East              | Lusk                 | Balrothery                |
| Lusk                              | Town  | Balrothery East              | Lusk                 | Balrothery                |
| Lyons                             | 120   | Newcastle                    | Newcastle            | Celbridge                 |
| Mabestown                         | 44    | Coolock                      | Kinsaley             | Balrothery                |
| Macetown Middle                   | 93    | Castleknock                  | Mulhuddart           | Dublin North              |
| Macetown North                    | 48    | Castleknock                  | Mulhuddart           | Dublin North              |
| Macetown South                    | 41    | Castleknock                  | Mulhuddart           | Dublin North              |
| Magillstown                       | 325   | Nethercross                  | Swords               | Balrothery                |
| Maiden Rock                       | 1     | Rathdown                     | Dalkey               | Rathdown                  |
| Mainscourt                        | 377   | Balrothery West              | Ballyboghil          | Balrothery                |
| Malahide                          | Town  | Coolock                      | Malahide             | Balrothery                |
| Malahide                          | 503   | Coolock                      | Malahide             | Balrothery                |
| Malahide Demesne                  | 215   | Coolock                      | Malahide             | Balrothery                |
| Malheney                          | 102   | Balrothery East              | Balrothery           | Balrothery                |
| Mallabow                          | 601   | Balrothery West              | Hollywood            | Balrothery                |
| Mantua                            | 22    | Nethercross                  | Swords               | Balrothery                |
| Margaretstown                     | 73    | Balrothery East              | Balrothery           | Balrothery                |
| Marino                            | Town  | Coolock                      | Clontarf             | Dublin North              |
| Marino                            | 218   | Coolock                      | Clonturk             | Dublin North              |
| Marshallstown                     | 120   | Nethercross                  | Swords               | Balrothery                |
| Maryville                         | 118   | Coolock                      | Raheny               | Dublin North              |
| Matt                              | 153   | Balrothery East              | Balscaddan           | Balrothery                |
| Maynetown                         | 235   | Coolock                      | Baldoyle             | Dublin North              |
| Meakstown                         | 174   | Coolock                      | Santry               | Dublin North              |
| Merrion                           | Town  | Dublin                       | Donnybrook           | Dublin South              |
| Merrion                           | 197   | Dublin                       | Donnybrook           | Dublin South              |
| Merrion                           | 197   | Rathdown                     | Booterstown          | Rathdown                  |
| Merryfalls                        | 133   | Coolock                      | St. Margaret's       | Dublin North              |
| Middletown                        | 148   | Coolock                      | Cloghran             | Balrothery                |
| Milestown                         | 96    | Balrothery East              | Balscaddan           | Balrothery                |
| Millhead                          | 64    | Coolock                      | St. Margaret's       | Dublin North              |
| Milltown                          | Town  | Uppercross                   | St. Peter's          | Dublin South              |
| Milltown                          | 185   | Uppercross                   | St. Peter's          | Dublin South              |
| Milltown                          | 496   | Newcastle                    | Kilmactalway         | Celbridge                 |
| Miltonsfields                     | 82    | Nethercross                  | Swords               | Balrothery                |
| Milverton                         | 92    | Balrothery East              | Baldongan            | Balrothery                |
| Milverton                         | 277   | Balrothery East              | Holmpatrick          | Balrothery                |
| Milverton Demesne                 | 136   | Balrothery East              | Holmpatrick          | Balrothery                |
| Mitchelstown                      | 154   | Castleknock                  | Castleknock          | Dublin North              |
| Moneenalion Commons Lower         | 55    | Newcastle                    | Saggart              | Celbridge                 |
| Moneenalion Commons Upper         | 73    | Newcastle                    | Saggart              | Celbridge                 |
| Moneyatta Commons                 | 19    | Newcastle                    | Saggart              | Celbridge                 |
| Monkstown                         | 212   | Rathdown                     | Monkstown            | Rathdown                  |
| Monkstown Castlefarm              | 33    | Rathdown                     | Monkstown            | Rathdown                  |
| Monkstown Housefarm               | 22    | Rathdown                     | Monkstown            | Rathdown                  |
| Monpelier                         | 23    | Rathdown                     | Monkstown            | Rathdown                  |
| Mooreenaruggan                    | 21    | Uppercross                   | Clondalkin           | Dublin South              |
| Mooretown                         | 71    | Castleknock                  | Mulhuddart           | Dublin North              |
| Mooretown                         | 309   | Nethercross                  | Swords               | Balrothery                |
| Moortown                          | 291   | Balrothery West              | Clonmethan           | Balrothery                |
| Mount Mapas (o Scalpwilliam)      | 146   | Rathdown                     | Kill                 | Rathdown                  |
| Mountambrose Great                | 49    | Nethercross                  | Killeek              | Balrothery                |
| Mountambrose Little               | 31    | Nethercross                  | Killeek              | Balrothery                |
| Mountanville                      | 92    | Rathdown                     | Taney                | Rathdown                  |
| Mountashton                       | 72    | Rathdown                     | Monkstown            | Rathdown                  |
| Mountgorry                        | 119   | Nethercross                  | Swords               | Balrothery                |
| Mountjerome                       | 28    | Uppercross                   | St. Catherine's      | Dublin South              |
| Mountmerrion (o Callary)          | 376   | Rathdown                     | Taney                | Rathdown                  |
| Mountmerrion South                | 4     | Rathdown                     | Taney                | Rathdown                  |
| Mountolive                        | 40    | Coolock                      | Raheny               | Dublin North              |
| Mountpelier                       | 919   | Uppercross                   | Tallaght             | Dublin South              |
| Mountseskin                       | 715   | Uppercross                   | Tallaght             | Dublin South              |
| Mountstuart                       | 68    | Nethercross                  | Killossery           | Balrothery                |
| Muglins                           | 1     | Rathdown                     | Dalkey               | Rathdown                  |
| Mulchanstown                      | 47    | Rathdown                     | Kill                 | Rathdown                  |
| Mullan                            | 4     | Nethercross                  | Donabate             | Balrothery                |
| Mullauns                          | 20    | Newcastle                    | Kilmactalway         | Celbridge                 |
| Murphystown                       | 406   | Rathdown                     | Tully                | Rathdown                  |
| Murragh                           | 327   | Balrothery West              | Westpalstown         | Balrothery                |
| Nangor                            | 171   | Uppercross                   | Clondalkin           | Dublin South              |
| Naul                              | Town  | Balrothery West              | Naul                 | Balrothery                |
| Naul                              | 376   | Balrothery West              | Naul                 | Balrothery                |
| Neillstown                        | 146   | Uppercross                   | Clondalkin           | Dublin South              |
| Nevinstown East                   | 138   | Nethercross                  | Swords               | Balrothery                |
| Nevinstown West                   | 33    | Nethercross                  | Swords               | Balrothery                |
| Nevitt                            | 351   | Balrothery East              | Lusk                 | Balrothery                |
| Newbarn                           | 374   | Nethercross                  | Kilsallaghan         | Balrothery                |
| Newbridge Demesne                 | 349   | Nethercross                  | Donabate             | Balrothery                |
| Newbrook                          | 53    | Coolock                      | Coolock              | Dublin North              |
| Newcastle                         | Town  | Newcastle                    | Newcastle            | Celbridge                 |
| Newcastle Demesne                 | 136   | Newcastle                    | Newcastle            | Celbridge                 |
| Newcastle Farm                    | 280   | Newcastle                    | Newcastle            | Celbridge                 |
| Newcastle North                   | 151   | Newcastle                    | Newcastle            | Celbridge                 |
| Newcastle South                   | 183   | Newcastle                    | Newcastle            | Celbridge                 |
| Newhaggard                        | 119   | Balrothery West              | Garristown           | Dunshaughlin              |
| Newhaggard                        | 363   | Balrothery East              | Lusk                 | Balrothery                |
| Newlands                          | 56    | Uppercross                   | Clondalkin           | Dublin South              |
| Newlands Demesne                  | 55    | Uppercross                   | Clondalkin           | Dublin South              |
| Newlands Demesne                  | 70    | Uppercross                   | Tallaght             | Dublin South              |
| Newpark                           | 121   | Rathdown                     | Kill                 | Rathdown                  |
| Newpark                           | 351   | Castleknock                  | Ward                 | Dublin North              |
| Newtown                           | 199   | Coolock                      | Coolock              | Dublin North              |
| Newtown                           | 230   | Rathdown                     | Kiltiernan           | Rathdown                  |
| Newtown                           | 232   | Nethercross                  | Swords               | Balrothery                |
| Newtown                           | 247   | Balrothery East              | Balscaddan           | Balrothery                |
| Newtown                           | 309   | Balrothery West              | Westpalstown         | Balrothery                |
| Newtown                           | 340   | Coolock                      | St. Margaret's       | Dublin North              |
| Newtown                           | 450   | Uppercross                   | Cruagh               | Dublin South              |
| Newtown                           | 741   | Balrothery West              | Garristown           | Dunshaughlin              |
| Newtown Blackrock                 | 3     | Dublin                       | Monkstown            | Rathdown                  |
| Newtown Blackrock                 | 127   | Rathdown                     | Monkstown            | Rathdown                  |
| Newtown Castlebyrn                | 84    | Rathdown                     | Monkstown            | Rathdown                  |
| Newtown Little                    | 107   | Rathdown                     | Kilgobbin            | Rathdown                  |
| Newtown Little                    | 178   | Rathdown                     | Rathfarnham          | Dublin South              |
| Newtown Lower                     | 132   | Newcastle                    | Saggart              | Celbridge                 |
| Newtown Park                      | Town  | Rathdown                     | Stillorgan           | Rathdown                  |
| Newtown Upper                     | 319   | Newcastle                    | Saggart              | Celbridge                 |
| Newtowncorduff                    | 263   | Balrothery East              | Lusk                 | Balrothery                |
| Newtownpark                       | 20    | Rathdown                     | Kill                 | Rathdown                  |
| North Bull (o The Island)         | 120   | Coolock                      | Clontarf             | Dublin North              |
| North Bull Islands                | 6     | Coolock                      | Raheny               | Dublin North              |
| Nutstown                          | 759   | Balrothery West              | Ballymadun           | Dunshaughlin              |
| Oberstown                         | 281   | Balrothery East              | Lusk                 | Balrothery                |
| Oldbawn                           | 615   | Uppercross                   | Tallaght             | Dublin South              |
| Oldconnaught                      | 726   | Rathdown                     | Oldconnaught         | Rathdown                  |
| Oldcourt                          | 435   | Uppercross                   | Tallaght             | Dublin South              |
| Oldorchard                        | 123   | Rathdown                     | Rathfarnham          | Dublin South              |
| Oldtown                           | Town  | Balrothery West              | Clonmethan           | Balrothery                |
| Oldtown                           | 43    | Coolock                      | Coolock              | Dublin North              |
| Oldtown                           | 74    | Coolock                      | Artaine              | Dublin North              |
| Oldtown                           | 165   | Nethercross                  | Swords               | Balrothery                |
| Oldtown                           | 358   | Balrothery West              | Clonmethan           | Balrothery                |
| Orlagh                            | 43    | Uppercross                   | Cruagh               | Dublin South              |
| Outlands                          | 79    | Nethercross                  | Swords               | Balrothery                |
| Owenstown (o Trimleston)          | 75    | Rathdown                     | Taney                | Rathdown                  |
| Palmerston                        | Town  | Uppercross                   | Palmerston           | Dublin South              |
| Palmerston Lower                  | 263   | Uppercross                   | Palmerston           | Dublin South              |
| Palmerston Upper                  | 204   | Uppercross                   | Palmerston           | Dublin South              |
| Palmerstown                       | 249   | Balrothery East              | Balrothery           | Balrothery                |
| Palmerstown                       | 558   | Balrothery West              | Palmerstown          | Balrothery                |
| Parnelstown                       | 167   | Balrothery East              | Lusk                 | Balrothery                |
| Parslickstown                     | 202   | Castleknock                  | Mulhuddart           | Dublin North              |
| Passifyoucan                      | 88    | Newcastle                    | Leixlip              | Celbridge                 |
| Peamount                          | 88    | Newcastle                    | Newcastle            | Celbridge                 |
| Pelletstown                       | 259   | Castleknock                  | Castleknock          | Dublin North              |
| Perrystown                        | 93    | Uppercross                   | Crumlin              | Dublin South              |
| Pettycanon and Lucan              | 259   | Newcastle                    | Lucan                | Celbridge                 |
| Phibblestown (o Hansfield)        | 223   | Castleknock                  | Clonsilla            | Celbridge                 |
| Phrompstown                       | 199   | Rathdown                     | Oldconnaught         | Rathdown                  |
| Pickardstown                      | 184   | Coolock                      | St. Margaret's       | Dublin North              |
| Piercetown                        | 36    | Balrothery East              | Lusk                 | Balrothery                |
| Piercetown                        | 41    | Balrothery East              | Holmpatrick          | Balrothery                |
| Piperstown                        | 381   | Uppercross                   | Tallaght             | Dublin South              |
| Pluckhimin                        | 131   | Balrothery West              | Garristown           | Dunshaughlin              |
| Ponds                             | Town  | Rathdown                     | Rathfarnham          | Dublin South              |
| Popeshall                         | 70    | Balrothery East              | Lusk                 | Balrothery                |
| Poppintree                        | 16    | Castleknock                  | Finglas              | Dublin North              |
| Poppintree                        | 118   | Coolock                      | Santry               | Dublin North              |
| Porterstown                       | 219   | Castleknock                  | Castleknock          | Dublin North              |
| Portmarnock                       | 386   | Coolock                      | Portmarnock          | Balrothery                |
| Portmellick                       | 108   | Coolock                      | St. Margaret's       | Dublin North              |
| Portobello                        | 107   | Uppercross and Muni. Borough | St. Peter's          | Dublin South              |
| Portraine                         | 110   | Nethercross                  | Portraine            | Balrothery                |
| Portraine Demesne                 | 229   | Nethercross                  | Donabate             | Balrothery                |
| Portraine Demesne                 | 241   | Nethercross                  | Portraine            | Balrothery                |
| Powerstown                        | 358   | Castleknock                  | Mulhuddart           | Dublin North              |
| Priest Town                       | 64    | Uppercross                   | Clondalkin           | Dublin South              |
| Priesthouse                       | 277   | Rathdown                     | Donnybrook           | Dublin South              |
| Priorland                         | 45    | Balrothery East              | Balscaddan           | Balrothery                |
| Priorswood                        | 68    | Coolock                      | Coolock              | Dublin North              |
| Prospect                          | 9     | Coolock                      | St. George's         | Dublin North              |
| Prospect                          | 42    | Coolock                      | Glasnevin            | Dublin North              |
| Puckstown                         | 123   | Coolock                      | Artaine              | Dublin North              |
| Quarry                            | 33    | Coolock                      | Howth                | Dublin North              |
| Quarryvale                        | 53    | Uppercross                   | Palmerstown          | Dublin South              |
| Quay                              | 62    | Nethercross                  | Portraine            | Balrothery                |
| Racecourse Common                 | 121   | Balrothery East              | Lusk                 | Balrothery                |
| Raheen                            | 94    | Uppercross                   | Clondalkin           | Dublin South              |
| Raheen                            | 328   | Newcastle                    | Saggart              | Celbridge                 |
| Raheny                            | Town  | Coolock                      | Raheny               | Dublin North              |
| Raheny                            | 166   | Balrothery East              | Lusk                 | Balrothery                |
| Raheny North                      | 95    | Coolock                      | Raheny               | Dublin North              |
| Raheny North                      | 130   | Coolock                      | Raheny               | Dublin North              |
| Rahillion                         | 100   | Nethercross                  | Portraine            | Balrothery                |
| Rahulk                            | 135   | Coolock                      | Kinsaley             | Balrothery                |
| Rallekaystown                     | 173   | Balrothery East              | Lusk                 | Balrothery                |
| Ranelagh                          | Town  | Uppercross                   | St. Peter's          | Dublin South              |
| Ranelagh North                    | 121   | Uppercross and Muni. Borough | St. Peter's          | Dublin South              |
| Ranelagh South                    | 53    | Uppercross                   | St. Peter's          | Dublin South              |
| Rath                              | 166   | Balrothery East              | Balscaddan           | Balrothery                |
| Rath                              | 187   | Nethercross                  | Killossery           | Balrothery                |
| Rath Great                        | 193   | Balrothery West              | Naul                 | Balrothery                |
| Rath Little                       | 140   | Balrothery West              | Naul                 | Balrothery                |
| Rathartan                         | 105   | Balrothery East              | Lusk                 | Balrothery                |
| Rathbeal                          | 554   | Nethercross                  | Swords               | Balrothery                |
| Rathcoole                         | Town  | Newcastle                    | Rathcoole            | Celbridge                 |
| Rathcoole                         | 417   | Newcastle                    | Rathcoole            | Celbridge                 |
| Rathcreedan                       | 274   | Newcastle                    | Rathcoole            | Celbridge                 |
| Rathfarnham                       | Town  | Rathdown                     | Rathfarnham          | Dublin South              |
| Rathfarnham                       | 603   | Rathdown                     | Rathfarnham          | Dublin South              |
| Rathgar                           | 304   | Rathdown                     | Rathfarnham          | Dublin South              |
| Rathingle                         | 113   | Nethercross                  | Swords               | Balrothery                |
| Rathland East                     | 40    | Uppercross                   | St. Catherine's      | Dublin South              |
| Rathland West                     | 37    | Uppercross                   | St. Catherine's      | Dublin South              |
| Rathmichael                       | 409   | Rathdown                     | Rathmichael          | Rathdown                  |
| Rathmines                         | Town  | Uppercross                   | St. Peter's          | Dublin South              |
| Rathmines East                    | 117   | Uppercross                   | St. Peter's          | Dublin South              |
| Rathmines Great                   | 88    | Rathdown                     | Taney                | Rathdown                  |
| Rathmines Little                  | 68    | Rathdown                     | Taney                | Rathdown                  |
| Rathmines South                   | 194   | Uppercross                   | St. Peter's          | Dublin South              |
| Rathmines West                    | 102   | Uppercross                   | St. Peter's          | Dublin South              |
| Rathmooney                        | 413   | Balrothery East              | Lusk                 | Balrothery                |
| Ravenswell                        | 47    | Rathdown                     | Oldconnaught         | Rathdown                  |
| Redcow                            | 141   | Uppercross                   | Clondalkin           | Dublin South              |
| Redcowfarm                        | 183   | Uppercross                   | Palmerston           | Dublin South              |
| Redgap                            | 175   | Newcastle                    | Rathcoole            | Celbridge                 |
| Regeens                           | 109   | Balrothery East              | Lusk                 | Balrothery                |
| Regles                            | 229   | Balrothery East              | Lusk                 | Balrothery                |
| Reynoldstown                      | 128   | Balrothery West              | Naul                 | Balrothery                |
| Richardstown                      | 474   | Balrothery East              | Lusk                 | Balrothery                |
| Richmond                          | Town  | Coolock                      | Clonturk             | Dublin North              |
| Richmond                          | 110   | Coolock                      | Clonturk             | Dublin North              |
| Ring                              | 244   | Balrothery East              | Balscaddan           | Balrothery                |
| Ring Commons                      | 180   | Balrothery East              | Balscaddan           | Balrothery                |
| Ring Commons (1st Divisio         | 24    | Balrothery West              | Hollywood            | Balrothery                |
| Ring Commons (2nd Divisio         | 8     | Balrothery West              | Hollywood            | Balrothery                |
| Ringsend                          | 53    | Dublin                       | Donnybrook           | Dublin South              |
| Ringwood                          | 95    | Newcastle                    | Newcastle            | Celbridge                 |
| Robinhood                         | 77    | Uppercross                   | Drimnagh             | Dublin South              |
| Robswalls                         | 191   | Coolock                      | Portmarnock          | Balrothery                |
| Rocheshill                        | 122   | Rathdown                     | Kill                 | Rathdown                  |
| Rochestown                        | 95    | Rathdown                     | Kill                 | Rathdown                  |
| Rochestown Domain                 | 113   | Rathdown                     | Kill                 | Rathdown                  |
| Rock                              | 12    | Coolock                      | Santry               | Dublin North              |
| Rockfield                         | 79    | Rathdown                     | Monkstown            | Rathdown                  |
| Roebuck                           | 6     | Dublin                       | Taney                | Rathdown                  |
| Roebuck                           | 35    | Uppercross                   | Crumlin              | Dublin South              |
| Roebuck                           | 814   | Rathdown                     | Taney                | Rathdown                  |
| Roganstown                        | 178   | Nethercross                  | Swords               | Balrothery                |
| Rogerstown                        | 345   | Balrothery East              | Lusk                 | Balrothery                |
| Ronanstown                        | 91    | Uppercross                   | Clondalkin           | Dublin South              |
| Roscall                           | 238   | Balrothery West              | Ballyboghil          | Balrothery                |
| Rosepark                          | 8     | Balrothery East              | Balrothery           | Balrothery                |
| Round Stone                       | Town  | Rathdown                     | Rathfarnham          | Dublin South              |
| Rowans Big                        | 252   | Balrothery East              | Lusk                 | Balrothery                |
| Rowans Little                     | 156   | Balrothery East              | Lusk                 | Balrothery                |
| Rowlagh                           | 102   | Uppercross                   | Esker                | Dublin South              |
| Rowlestown East                   | 121   | Nethercross                  | Killossery           | Balrothery                |
| Rowlestown West                   | 217   | Nethercross                  | Killossery           | Balrothery                |
| Rush                              | Town  | Balrothery East              | Lusk                 | Balrothery                |
| Rush                              | 1.171 | Balrothery East              | Lusk                 | Balrothery                |
| Rush Demesne                      | 452   | Balrothery East              | Lusk                 | Balrothery                |
| Saggart                           | Town  | Newcastle                    | Saggart              | Celbridge                 |
| Saggart                           | 576   | Newcastle                    | Saggart              | Celbridge                 |
| Saintdoolaghs                     | 202   | Coolock                      | Balgriffin           | Dublin North              |
| Sainthelens                       | 192   | Coolock                      | Portmarnock          | Balrothery                |
| Saintlaurence                     | 200   | Uppercross                   | Palmerston           | Dublin South              |
| Sally Noggins (o Glenagarey)      | Town  | Rathdown                     | Monkstown            | Rathdown                  |
| Sallymount                        | 10    | Uppercross                   | Donnybrook           | Dublin South              |
| Salmon                            | 251   | Balrothery East              | Balrothery           | Balrothery                |
| Sandyhill                         | 173   | Coolock                      | St. Margaret's       | Dublin North              |
| Sandymount                        | Town  | Dublin                       | Donnybrook           | Dublin South              |
| Sandymount                        | 242   | Dublin                       | Donnybrook           | Dublin South              |
| Santry                            | Town  | Coolock                      | Santry               | Dublin North              |
| Santry                            | 26    | Coolock                      | Coolock              | Dublin North              |
| Santry                            | 631   | Coolock                      | Santry               | Dublin North              |
| Santry Demesne                    | 273   | Coolock                      | Santry               | Dublin North              |
| Saucerstown                       | 211   | Nethercross                  | Swords               | Balrothery                |
| Scalpwilliam (o Mount Mapas)      | 146   | Rathdown                     | Kill                 | Rathdown                  |
| Scatternagh                       | 171   | Nethercross                  | Killossery           | Balrothery                |
| Scholarstown                      | 200   | Uppercross                   | Rathfarnham          | Dublin South              |
| Scribblestown                     | 272   | Castleknock                  | Castleknock          | Dublin North              |
| Seafield Avenue                   | Town  | Coolock                      | Clontarf             | Dublin North              |
| Seapoint                          | 33    | Nethercross                  | Swords               | Balrothery                |
| Seapoint (o Templehill)           | 52    | Rathdown                     | Monkstown            | Rathdown                  |
| Seatown East                      | 225   | Nethercross                  | Swords               | Balrothery                |
| Seatown West                      | 92    | Nethercross                  | Swords               | Balrothery                |
| Sevenparks (1st Division)         | 4     | Balrothery East              | Balscaddan           | Balrothery                |
| Sevenparks (2nd Division)         | 4     | Balrothery East              | Balscaddan           | Balrothery                |
| Sevenparks (3rd Division)         | 1     | Balrothery East              | Balscaddan           | Balrothery                |
| Shallon                           | 56    | Castleknock                  | Finglas              | Dublin North              |
| Shallon                           | 152   | Nethercross                  | Kilsallaghan         | Balrothery                |
| Shanganagh                        | 702   | Rathdown                     | Rathmichael          | Rathdown                  |
| Shanganhill                       | 137   | Coolock                      | St. Margaret's       | Dublin North              |
| Shankill                          | 1.182 | Rathdown                     | Rathmichael          | Rathdown                  |
| Sheehill                          | 349   | Castleknock                  | Castleknock          | Dublin North              |
| Sheepmoor                         | 161   | Castleknock                  | Clonsilla            | Celbridge                 |
| Shenick's Island                  | 15    | Balrothery East              | Holmpatrick          | Balrothery                |
| Shrubs                            | 79    | Coolock                      | Coolock              | Dublin North              |
| Sibylhill                         | 77    | Coolock                      | Clontarf             | Dublin North              |
| Silloge                           | 215   | Coolock                      | Santry               | Dublin North              |
| Simmonscourt                      | 81    | Rathdown                     | Donnybrook           | Dublin South              |
| Skeagh                            | 122   | Newcastle                    | Newcastle            | Celbridge                 |
| Skephubble                        | 135   | Nethercross                  | Finglas              | Balrothery                |
| Skerries                          | Town  | Balrothery East              | Holmpatrick          | Balrothery                |
| Skidoo                            | 658   | Nethercross                  | Swords               | Balrothery                |
| Slade                             | 142   | Newcastle                    | Saggart              | Celbridge                 |
| Slademore                         | 101   | Newcastle                    | Rathcoole            | Celbridge                 |
| Slievethoul                       | 403   | Newcastle                    | Rathcoole            | Celbridge                 |
| Slutsend (o West Farm)            | 125   | Coolock and Muni. Borough    | Glasnevin            | Dublin North              |
| Smotscourt                        | 277   | Dublin                       | Donnybrook           | Dublin South              |
| Snug                              | 60    | Coolock                      | Raheny               | Dublin North              |
| Snugborough                       | 53    | Castleknock                  | Castleknock          | Dublin North              |
| Snugborough                       | 102   | Coolock                      | Balgriffin           | Dublin North              |
| South Lots                        | 31    | Dublin                       | St. Mark's           | Dublin South              |
| Spricklestown                     | 122   | Castleknock                  | Ward                 | Dublin North              |
| Springhill                        | 64    | Coolock                      | Cloghran             | Balrothery                |
| Springmount                       | 131   | Castleknock                  | Finglas              | Dublin North              |
| St Catherines Park                | 195   | Newcastle                    | Leixlip              | Celbridge                 |
| St Edmondsbury                    | 71    | Newcastle                    | Lucan                | Celbridge                 |
| St Edmondsbury                    | 129   | Newcastle                    | Esker                | Celbridge                 |
| St Margarets                      | 150   | Coolock                      | St. Margaret's       | Dublin North              |
| St Patricks Island                | 15    | Balrothery East              | Holmpatrick          | Balrothery                |
| St. Doolaghs                      | Town  | Coolock                      | Balgriffin           | Dublin North              |
| St. James' (part of Phoenix Park) | 499   | Castleknock                  | St. James'           | Dublin North              |
| Stackstown                        | 175   | Rathdown                     | Whitechurch          | Dublin South              |
| Staffordstown                     | 105   | Balrothery East              | Lusk                 | Balrothery                |
| Staffordstown Turvey              | 134   | Balrothery East              | Lusk                 | Balrothery                |
| Stamullin                         | 109   | Balrothery East              | Balscaddan           | Balrothery                |
| Stang                             | 41    | Castleknock                  | Finglas              | Dublin North              |
| Stannaway                         | 162   | Uppercross                   | Crumlin              | Dublin South              |
| Stapolin                          | 245   | Coolock                      | Baldoyle             | Dublin North              |
| Steelstown                        | 152   | Newcastle                    | Newcastle            | Celbridge                 |
| Stepaside                         | Town  | Rathdown                     | Kilgobbin            | Rathdown                  |
| Stephenstown                      | 310   | Balrothery East              | Balrothery           | Balrothery                |
| Stillorgan                        | Town  | Rathdown                     | Stillorgan           | Rathdown                  |
| Stillorgan Grove                  | 148   | Rathdown                     | Stillorgan           | Rathdown                  |
| Stillorgan North                  | 63    | Rathdown                     | Stillorgan           | Rathdown                  |
| Stillorgan Park                   | 182   | Rathdown                     | Stillorgan           | Rathdown                  |
| Stillorgan South                  | 73    | Rathdown                     | Stillorgan           | Rathdown                  |
| Stockens                          | 49    | Castleknock                  | Finglas              | Dublin North              |
| Stockhole                         | 225   | Coolock                      | Cloghran             | Balrothery                |
| Stormanstown                      | 248   | Coolock                      | Santry               | Dublin North              |
| Stradbrook                        | 33    | Rathdown                     | Monkstown            | Rathdown                  |
| Strandville Avenue                | Town  | Coolock                      | Clontarf             | Dublin North              |
| Streamstown                       | 67    | Coolock                      | Kinsaley             | Balrothery                |
| Strifeland                        | 138   | Balrothery East              | Holmpatrick          | Balrothery                |
| Surgalstown North                 | 224   | Nethercross                  | Killossery           | Balrothery                |
| Surgalstown South                 | 203   | Nethercross                  | Killossery           | Balrothery                |
| Sutton North                      | 116   | Coolock                      | Howth                | Dublin North              |
| Sutton South                      | 352   | Coolock                      | Howth                | Dublin North              |
| Swansnest                         | 89    | Coolock                      | Kilbarrack           | Dublin North              |
| Swords                            | Town  | Nethercross                  | Swords               | Balrothery                |
| Swords Demesne                    | 114   | Nethercross                  | Swords               | Balrothery                |
| Swords Glebe                      | 9     | Nethercross                  | Swords               | Balrothery                |
| Tallaght                          | Town  | Uppercross                   | Tallaght             | Dublin South              |
| Tallaght                          | 1.952 | Uppercross                   | Tallaght             | Dublin South              |
| Tankardstwon                      | 203   | Balrothery East              | Balrothery           | Balrothery                |
| Taylorsgrange                     | 451   | Rathdown                     | Whitechurch          | Dublin South              |
| Templehill (o Seapoint)           | 52    | Rathdown                     | Monkstown            | Rathdown                  |
| Templeogue                        | 671   | Uppercross                   | Tallaght             | Dublin South              |
| Terenure                          | 569   | Rathdown                     | Rathfarnham          | Dublin South              |
| The Island (o North Bull)         | 120   | Coolock                      | Clontarf             | Dublin North              |
| Thomastown                        | 159   | Balrothery East              | Lusk                 | Balrothery                |
| Thomastown                        | 213   | Rathdown                     | Monkstown            | Rathdown                  |
| Thomondtown                       | 163   | Balrothery East              | Lusk                 | Balrothery                |
| Thorntown                         | 268   | Nethercross                  | Kilsallaghan         | Balrothery                |
| Thulla Island                     | 1     | Coolock                      | Howth                | Dublin North              |
| Tibradden                         | 842   | Uppercross                   | Cruagh               | Dublin South              |
| Tiknick                           | 204   | Rathdown                     | Tully                | Rathdown                  |
| Tiknock                           | 627   | Rathdown                     | Taney                | Rathdown                  |
| Tipperstown                       | 119   | Rathdown                     | Kill                 | Rathdown                  |
| Tobeen                            | 234   | Balrothery West              | Garristown           | Dunshaughlin              |
| Toberbunny                        | 156   | Coolock                      | Cloghran             | Balrothery                |
| Toberburr                         | 220   | Nethercross                  | Finglas              | Balrothery                |
| Tobergregan                       | 626   | Balrothery West              | Garristown           | Dunshaughlin              |
| Tobermaclugg                      | 85    | Newcastle                    | Lucan                | Celbridge                 |
| Tobersool                         | 223   | Balrothery East              | Balscaddan           | Balrothery                |
| Tobertaskin                       | 67    | Balrothery East              | Balscaddan           | Balrothery                |
| Tobertown                         | 365   | Balrothery East              | Balscaddan           | Balrothery                |
| Tolka                             | Town  | Castleknock                  | Finglas              | Dublin North              |
| Tolka                             | 213   | Castleknock                  | Finglas              | Dublin North              |
| Tolka Park                        | 37    | Coolock                      | Glasnevin            | Dublin North              |
| Tonguefield                       | 4     | Uppercross                   | Crumlin              | Dublin South              |
| Tonlegee                          | 80    | Nethercross                  | Swords               | Balrothery                |
| Tonlegee                          | 242   | Coolock                      | Coolock              | Dublin North              |
| Tooman                            | 231   | Balrothery East              | Lusk                 | Balrothery                |
| Tootenhill                        | 215   | Newcastle                    | Rathcoole            | Celbridge                 |
| Townparks                         | 104   | Nethercross                  | Swords               | Balrothery                |
| Townparks                         | 545   | Balrothery East              | Holmpatrick          | Balrothery                |
| Trimleston (o Owenstown)          | 75    | Rathdown                     | Taney                | Rathdown                  |
| Turkinstown                       | 82    | Balrothery East              | Balrothery           | Balrothery                |
| Turnapin Great                    | 206   | Coolock                      | Santry               | Dublin North              |
| Turnapin Little                   | 78    | Coolock                      | Santry               | Dublin North              |
| Turvey                            | 273   | Balrothery East              | Lusk                 | Balrothery                |
| Turvey                            | 312   | Nethercross                  | Donabate             | Balrothery                |
| Tymon North                       | 105   | Uppercross                   | Tallaght             | Dublin South              |
| Tymon North                       | 483   | Uppercross                   | Tallaght             | Dublin South              |
| Tyrrellstown                      | 427   | Castleknock                  | Mulhuddart           | Dublin North              |
| Tyrrellstown Big                  | 282   | Balrothery East              | Lusk                 | Balrothery                |
| Tyrrellstown Little               | 254   | Balrothery East              | Lusk                 | Balrothery                |
| Violethill Great                  | 50    | Coolock                      | Glasnevin            | Dublin North              |
| Violethill Little                 | 33    | Coolock                      | Glasnevin            | Dublin North              |
| Wad                               | 93    | Coolock                      | Glasnevin            | Dublin North              |
| Walnutgrove                       | 38    | Coolock                      | Glasnevin            | Dublin North              |
| Walshestown                       | 427   | Balrothery East              | Lusk                 | Balrothery                |
| Waltersland                       | 37    | Rathdown                     | Stillorgan           | Rathdown                  |
| Warblestown                       | 31    | Nethercross                  | Killossery           | Balrothery                |
| Ward Lower                        | 285   | Castleknock                  | Ward                 | Dublin North              |
| Ward Upper                        | 212   | Castleknock                  | Ward                 | Dublin North              |
| West Farm (o Slutsend)            | 125   | Coolock and Muni. Borough    | Glasnevin            | Dublin North              |
| Westercave                        | 1     | Nethercross                  | Finglas              | Balrothery                |
| Westercave                        | 170   | Nethercross                  | Killeek              | Balrothery                |
| Westmanstown                      | 101   | Newcastle                    | Rathcoole            | Celbridge                 |
| Westmanstown                      | 437   | Newcastle                    | Leixlip              | Celbridge                 |
| Westown                           | 525   | Balrothery West              | Naul                 | Balrothery                |
| Westpalstown                      | 273   | Balrothery West              | Westpalstown         | Balrothery                |
| Whitechurch                       | 60    | Rathdown                     | Whitechurch          | Dublin South              |
| Whitehall                         | 122   | Uppercross                   | Tallaght             | Dublin South              |
| Whitehall                         | 128   | Uppercross                   | Crumlin              | Dublin South              |
| Whitehall                         | 189   | Rathdown                     | Rathfarnham          | Dublin South              |
| Whitestown                        | 228   | Balrothery West              | Palmerstown          | Balrothery                |
| Whitestown                        | 240   | Uppercross                   | Tallaght             | Dublin South              |
| Whitestown                        | 241   | Balrothery East              | Balscaddan           | Balrothery                |
| Whitestown                        | 264   | Balrothery East              | Lusk                 | Balrothery                |
| Wilkinstown                       | 148   | Uppercross                   | Crumlin              | Dublin South              |
| Willbrook                         | Town  | Rathdown                     | Rathfarnham          | Dublin South              |
| Willbrook                         | 58    | Rathdown                     | Rathfarnham          | Dublin South              |
| Williamstown                      | Town  | Rathdown                     | Booterstown          | Rathdown                  |
| Williamstown                      | Town  | Dublin                       | Booterstown          | Rathdown                  |
| Williamstown                      | 114   | Rathdown                     | Booterstown          | Rathdown                  |
| Willsborough                      | 46    | Coolock                      | Coolock              | Dublin North              |
| Wimbletown                        | 367   | Balrothery East              | Lusk                 | Balrothery                |
| Windmill Lands                    | 159   | Nethercross                  | Swords               | Balrothery                |
| Windmillhill                      | 155   | Newcastle                    | Newcastle            | Celbridge                 |
| Windy Harbour                     | Town  | Rathdown                     | Taney                | Rathdown                  |
| Winnings                          | 59    | Balrothery West              | Naul                 | Balrothery                |
| Wolganstown                       | 17    | Balrothery West              | Palmerstown          | Balrothery                |
| Wolganstown                       | 224   | Balrothery West              | Clonmethan           | Balrothery                |
| Woodfarm                          | 64    | Uppercross                   | Palmerston           | Dublin South              |
| Woodland                          | 101   | Rathdown                     | Stillorgan           | Rathdown                  |
| Woodlands                         | 571   | Castleknock                  | Clonsilla            | Celbridge                 |
| Woodpark                          | 171   | Rathdown                     | Kill                 | Rathdown                  |
| Woodside                          | 154   | Rathdown                     | Kilgobbin            | Rathdown                  |
| Woodtown                          | 488   | Uppercross                   | Cruagh               | Dublin South              |
| Woodville                         | 124   | Newcastle                    | Esker                | Celbridge                 |
| Wyanstown                         | 439   | Balrothery West              | Clonmethan           | Balrothery                |
| Wyestown                          | 382   | Balrothery West              | Ballymadun           | Dunshaughlin              |
| Yellow Walls                      | 51    | Uppercross                   | Palmerston           | Dublin South              |
| Yellow Walls                      | 137   | Castleknock                  | Mulhuddart           | Dublin North              |
| Yellow Walls                      | 405   | Coolock                      | Malahide             | Balrothery                |
| Yellowmeadows                     | 65    | Uppercross                   | Clondalkin           | Dublin South              |